# Vasco Rossi
Vasco Rossi, noto solo con il nome Vasco o con l'appellativo Blasco (Zocca, 7 febbraio 1952), è un cantautore italiano.
Autodefinitosi "provocautore", è considerato uno dei migliori cantautori e uno dei più rappresentativi artisti della musica italiana.
Dall'inizio della sua carriera nel 1977 ha pubblicato 34 album, di cui 18 in studio, 11 dal vivo e 7 raccolte ufficiali, oltre a due EP e un'opera audiovisiva; complessivamente ha composto 192 canzoni, oltre ad aver scritto numerosi testi e musiche per altri interpreti. Ha venduto oltre 40 milioni di dischi ed è dai primi anni ottanta uno degli artisti italiani di maggiore successo. È inoltre il primo artista italiano per numero di album venduti nel decennio che va dal 2010 al 2019. In particolare, i suoi album Vivere o niente e Sono innocente hanno guadagnato il primo posto nella classifica degli album più venduti in Italia rispettivamente del 2011 e del 2014. Detiene, inoltre, i primati di essere stato primo in classifica degli album più venduti in Italia in cinque differenti decenni, da quando l'album Siamo qui è giunto in vetta alle classifiche nel 2021 e di essere l'artista con più album certificati dalla FIMI.
Negli anni ottanta, lo stile di vita sregolato e caratterizzato da alcool, droghe, donne e continui tour frenetici lo ha avvicinato allo stereotipo della rockstar, divenuto, col tempo, vera e propria icona.
Nella sua carriera si è esibito in più di 800 concerti radunando complessivamente oltre 14 milioni di fan e ha detenuto il record mondiale di spettatori paganti in un concerto solista (225 173 al Modena Park 2017) per otto anni, oltre a detenere molti altri record a livello nazionale.
Gli viene riconosciuto il merito di aver saputo creare un originale modello di rock: i suoi brani trattano anche tematiche sociali e politiche  e sono caratterizzati da uno stile espressivo singolare, che ha influenzato anche il linguaggio parlato.
Il suo lavoro gli ha fruttato numerosi riconoscimenti, tra cui il Premio Nazionale de «Il Paroliere» per la canzone Ogni volta nel 1982, la Targa Tenco per il miglior album 1998 con Canzoni per me, il Premio Lunezia, in qualità di Poeta del Rock (assegnato da Fernanda Pivano), per il valore letterario del testo della canzone Quanti anni hai nel 1999, il Nastro d'argento alla migliore canzone originale per Un senso e la laurea honoris causa in Scienze della comunicazione alla IULM di Milano nel 2005, il Premio Fernanda Pivano nel 2006, il Nettuno d'oro e il Premio Tenco per la carriera nel 2020, la Lupa capitolina nel 2022, la Pergamena della città di Milano, il XV Premio del Vittoriale nel 2024 e le Chiavi della città di Firenze nel 2025.

## Biografia

### L'infanzia e la giovinezza (1952-1974)

#### L'infanzia
Nasce a Zocca, in provincia di Modena, il 7 febbraio 1952. Il nome gli è stato dato dal padre Giovanni Carlo, detto Carlino (1923-1979), di mestiere camionista, in omaggio a un omonimo compagno di prigionia in Germania durante la seconda guerra mondiale. Figlio unico, di carattere timido, trascorre un'infanzia serena, circondato dall'affetto della famiglia.
Il mestiere di autotrasportatore del padre lo porta a trascorrere un paio d'anni della sua prima giovinezza a Siniscola, come da lui stesso confermato durante un suo concerto a Cagliari nel 2010.
Fin da bambino, su decisione della madre Novella Corsi, casalinga appassionata di musica, viene iscritto a scuola di canto dal maestro Bononcini e inizia ad appassionarsi al mondo della musica. A 13 anni vince l'Usignolo d'oro, una manifestazione canora modenese organizzata dalla società del Sandrone, con il brano Come nelle fiabe, mentre a 14 anni entra a far parte del suo primo gruppo musicale, un quintetto chiamato "Killer", nome successivamente trasformato in "Little Boys"; del gruppo fa parte anche Marco Gherardi, che più volte successivamente collaborerà con Vasco.

#### L'adolescenza e il periodo universitario
Nel 1967, dopo la licenza media, viene iscritto dalla famiglia all'Istituto dei Salesiani San Giuseppe a Modena, affinché potesse conseguire il diploma. L'esperienza in collegio si rivela traumatica e segnerà profondamente il carattere di Vasco Rossi: il pessimo rapporto maturato coi salesiani si estenderà nei riguardi delle altre figure ecclesiastiche. Scappa due volte, rifugiandosi a casa di una zia a Bologna; in seguito alla seconda fuga, il padre lo iscrive all'Istituto Tecnico Commerciale Tanari del capoluogo emiliano, dove alloggia presso la casa della zia. Nel 2017 Vasco affermerà che, quando voleva fare l'università, suo padre lo iscrisse a ragioneria perché voleva che Vasco facesse un lavoro al coperto, dato che Giovanni Carlo Rossi lavorava come trasportatore e si preoccupava di conseguenza delle intemperie. La scelta della scuola non soddisferà mai il futuro rocker, anche se riuscì a conseguire il diploma di ragioniere.
A Bologna, Vasco soggiorna nel periodo della contestazione studentesca, appoggiando le posizioni anarchiche, anche se non si distingue per la partecipazione alle lotte politiche, cui resta fondamentalmente indifferente. È affascinato, invece, dal mondo del teatro, tanto che matura il sogno di iscriversi al DAMS per frequentare il corso di teatro alternativo. Il padre però non approva l'idea, quindi Vasco si vede costretto a iscriversi al corso di laurea in Economia e Commercio all'Università di Bologna nell'autunno del 1972. Per un breve periodo ha lavorato come insegnante supplente di educazione tecnica nella scuola media di Zocca.
Pochi mesi prima aveva aperto, insieme a Marco Gherardi, suo amico d'infanzia, un piccolo locale, il "Punto Club", nei pressi di Zocca, che più tardi diventerà una vera e propria discoteca e che in questo primo periodo viene utilizzato come base per organizzare feste ed eventi, per i quali Vasco si spende per l'organizzazione.
Vasco successivamente lascia la casa della zia per andare a vivere presso una casa in affitto, sempre a Bologna, insieme a due amici, decidendo di prendere seriamente l'impegno universitario; tuttavia, dopo un buon inizio, si lascia sedurre dalla turbolenza della Bologna di quegli anni. Continua a restare sempre piuttosto ai margini della lotta politica; frequenta poi il Teatro Evento di Bologna, per il quale firmerà qualche regia e qualche presenza come attore. Nello stesso periodo si fidanza con Paola Panzacchi, una convinta femminista, iniziando una storia d'amore molto difficile, da cui uscirà "con le ossa rotte". In questo periodo amplia notevolmente la sua cultura musicale: oltre agli italiani Lucio Battisti, Francesco Guccini, Francesco De Gregori e Fabrizio De André, ascolta molto rock britannico,  soprattutto i Rolling Stones.
Nel 1974 abbandona definitivamente Economia e Commercio per iscriversi a Pedagogia, più affine alle sue inclinazioni, ma interromperà gli studi a otto esami dalla laurea. L'anno successivo si trasferisce a Modena, per risparmiare sull'affitto, dividendo l'appartamento con altri amici.

### I primi passi nel mondo della musica (1975-1981)

#### Punto Radio,gli inizi da DJ e la parentesi su Radiorai
Il 1975 è un anno storico per la sua formazione: convinto dall'idea dell'amico Marco Gherardi, fonda a Zocca Punto Radio, la prima radio libera dopo la sentenza del pretore di Vignola del 1976 che dichiarò incostituzionale il monopolio della Rai assolvendo Vasco, amministratore della radio, e sul modello della quale nacquero centinaia di radio libere in quegli anni in Italia. La radio, che trasmette ancora oggi dall'alto dell'Appennino tosco-emiliano, copre gran parte della pianura padana arrivando a essere ricevuta persino in Piazza San Marco a Venezia. 

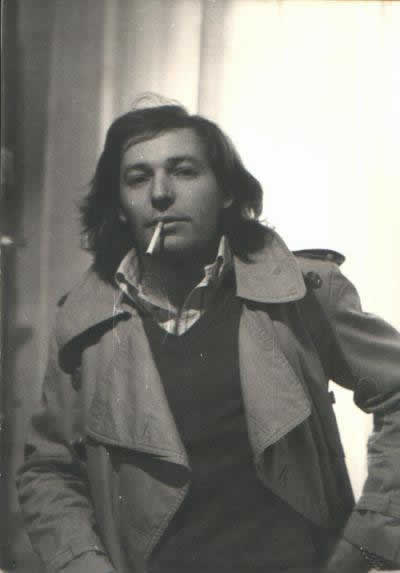
Un giovane Vasco Rossi in una foto ai tempi di Punto Radio (1975)

Punto Radio viene citata da Pupi Avati nel suo film Gli amici del bar Margherita.
L'esperienza della radio è decisiva per la carriera di Vasco Rossi. Gli dà, prima di tutto, la possibilità di maturare come showman, visto che Rossi sarà uno dei principali DJ sia dei programmi radiofonici sia delle serate speciali che la radio organizzerà presso le principali discoteche dell'Emilia-Romagna e, in secondo luogo, di conoscere una serie di persone fondamentali nella sua futura carriera, come Gaetano Curreri, Maurizio Solieri, Massimo Riva, allora giovanissimo, e Red Ronnie, che lavorava per la BBC (Bologna Broadcasting Corporation), altra radio libera di Bologna. È proprio nelle serate-evento organizzate dalla radio nei locali emiliani che Vasco imbraccia per la prima volta la chitarra e canta al pubblico alcune canzoni, tra cui alcune scritte da lui stesso. La fama acquisita nel settore gli procurerà infine la conduzione di un programma radiofonico sulle reti Rai: si trattava di Musicalmente, programma pomeridiano ideato da Tonino Ruscitto e trasmesso su Radiouno nella stagione 1978/79.

#### L'esordio da cantautore e i primi due album
Dopo il debutto da DJ presso Punto Radio, la breve esperienza su radiorai, e aver lavorato nell'ambito del teatro, sotto la spinta dei suoi amici, tra i quali Gaetano Curreri (già leader degli Stadio), incide nel 1977 il suo primo 45 giri, Jenny/Silvia contenente i brani Jenny (una sorta di bozza di Jenny è pazza) e Silvia, per l'etichetta Borgatti Music, che fino ad allora aveva curato la produzione e distribuzione di dischi legati al ballo liscio.
Nel 1978 esce invece il suo primo album in studio, ...Ma cosa vuoi che sia una canzone..., la cui registrazione inizia nel 1976. La prima versione (con in copertina una chitarra temperata) esce in sole 20.000 copie e viene trasmesso in prevalenza dalle radio libere. L'album è prevalentemente commercializzato nelle sole Emilia-Romagna e Lombardia ed è di stampo cantautorale, ancora distante dalla linea rock adottata da Vasco negli anni successivi. Fra i brani più celebri si ricorda anche La nostra relazione.
Il suo secondo album viene pubblicato nel 1979 con il titolo Non siamo mica gli americani!. Il disco ottiene più successo rispetto al precedente, seppur non raggiungendo clamorose cifre di vendita. L'album è caratterizzato da un linguaggio più diretto e più duro rispetto a quello dell'esordio, rappresenta le basi di quel percorso rock che Vasco avrebbe continuato coi suoi successivi lavori ed è diventato famoso soprattutto per la canzone Albachiara (votata nel 2020 come la canzone italiana più amata degli ultimi 45 anni nel concorso radiofonico I Love My Radio), che anni dopo sarà scoperta dal grande pubblico e diventerà uno dei maggiori successi di Vasco, nonché pezzo conclusivo di gran parte dei suoi concerti. Il video del brano Fegato, fegato spappolato è il primo in assoluto estratto da un lavoro dell'artista. Altri brani che si ricordano sono gli ironici (per quello che ho da fare) Faccio il militare e Sballi ravvicinati del terzo tipo (titolo che è una parodia del film cult di Spielberg Incontri ravvicinati del terzo tipo). La metà dei diritti d'autore dell'album furono ceduti dal cantante all'allora produttore Alan Taylor in cambio di una chitarra “Martin”, che ai tempi non avrebbe potuto permettersi.
La prima apparizione di Rossi in televisione è datata 10 gennaio 1979, quando partecipa come concorrente alla trasmissione 10 Hertz condotta da Gianni Morandi. Alla fine del programma, Vasco canta La strega (la diva del sabato sera). Lo spezzone è stato riproposto, a trent'anni di distanza, da La storia siamo noi nello speciale Solo Vasco di Caterina Stagno del 26 novembre 2008. Risale invece al 26 maggio 1979 la sua prima esibizione in piazza, precisamente nella Piazza Maggiore di Bologna, su iniziativa di Bibi Ballandi, il suo primo manager.
Il 31 ottobre 1979 il padre Giovanni Carlo muore stroncato da un ictus all'età di 56 anni. È uno shock per Vasco, che in un primo momento pensò di abbandonare il mondo della musica. In un'intervista con Paolo Bonolis del 2017, Vasco dirà che suo padre, se fosse stato vivo, non si sarebbe vergognato di essere orgoglioso del successo di suo figlio.. Alla sua memoria Vasco dedicherà il brano Canzone, contenuto nell'album Vado al massimo del 1982.

#### Colpa d'Alfredo, la fondazione della Steve Rogers Band eSiamo solo noi
Nel 1980 viene pubblicato il terzo album, Colpa d'Alfredo, e il linguaggio del rocker si fa ancor più spregiudicato, aggressivo e anticonformista. La copertina, progettata dallo stesso Vasco: una foto di un suo primo piano con l'occhio nero e il volto tumefatto, è sostituita all'ultimo momento dal discografico, che la posiziona sul retro, mettendo in copertina uno scatto dello stesso servizio, ma di spalle. Neanche questo album ottiene molto successo di vendite, anche a causa della censura da parte di alcune radio della canzone che dà il titolo all'album, in quanto ritenuta volgare e offensiva in alcune parti del testo.
(da Colpa d'Alfredo, 1980)
Fra i brani più celebri si ricordano inoltre Non l'hai mica capito, Susanna e Anima fragile.
Lo stesso anno Vasco, che voleva la “sua” band ad accompagnarlo in tour, fonda la Steve Rogers Band.
La popolarità di Vasco Rossi, che inizia a farsi conoscere anche a livello nazionale, cresce in seguito a una sua esibizione dal vivo, durante la nota trasmissione televisiva Domenica in, durante la quale canta il brano Sensazioni forti. La sua esibizione viene ampiamente criticata dal giornalista Nantas Salvalaggio che, in un suo articolo sul settimanale Oggi, si scaglia contro il cantante e contro la Rai colpevole di ospitare nel suo più popolare programma della domenica, un simile esempio di «ebete, cattivo e drogato». Il rocker non risponderà direttamente al giornalista, ma lo farà con una canzone molto ironica, Vado al massimo, presentata al Festival di Sanremo 1982. La definizione di drogato data dal pubblicista finirà però per etichettarlo, condizionando la sua immagine e travisando la percezione delle sue canzoni nei primi anni ottanta.
(da Vado al massimo, 1982)
È con il quarto album che inizia ad arrivare il successo. Siamo solo noi viene pubblicato nel 1981 e, tuttora, viene considerato uno dei migliori lavori del cantante; che incurante delle critiche mette in pratica un'idea di rock emancipato, puntando direttamente allo stomaco. L'unico video estratto è quello di Dimentichiamoci questa città e Vasco fu escluso dal Festivalbar 1981: il brano che doveva portare era Siamo solo noi, ma all'ultimo momento venne mandato per i jukebox Voglio andare al mare. Il brano Ieri ho sgozzato mio figlio viene riportato sulla copertina come Ieri ho sg. mio figlio, dal momento che il titolo viene giudicato dalla casa discografica troppo immorale per essere scritto interamente. La canzone che dà il titolo all'album verrà più volte identificata come un vero e proprio "inno generazionale", tutt'oggi attuale per i suoi fan, e nel 2013 è stata eletta dalla rivista Rolling Stone la miglior canzone italiana rock di sempre.
(da Siamo solo noi, 1981)
Fra i brani più celebri si ricordano anche Incredibile romantica e Brava.

### Il successo (1982-1986)

#### Le partecipazioni al Festival di Sanremo,Vado al massimo,Vita spericolatae la vittoria al Festivalbar conBollicine
L'esperienza che cambia radicalmente la carriera di Vasco è la partecipazione al Festival di Sanremo. Nonostante il festival non appartenga all'orizzonte artistico del rocker, quest'ultimo e il suo entourage decidono di sfruttare la crescente popolarità del cantante facendolo partecipare all'importante vetrina offerta dalla Rai.
Così, nel 1982, Vasco partecipa al Festival con la canzone Vado al massimo, che contiene un'ironica risposta a Nantas Salvalaggio (nel testo viene apostrofato come quel tale che scrive sul giornale). La performance del rocker fece scalpore: al termine della sua esecuzione, nell'atto di abbandonare il palco, Vasco si infilò il microfono nella tasca della giacca, con l'intenzione di darlo al concorrente successivo. A causa del filo troppo corto tuttavia, esso gli si sfilò e cadde a terra, creando un boato in sala, facendo diffondere l'opinione che lo avesse gettato intenzionalmente sul pavimento, per spregio nei confronti della manifestazione.
Fu lo scalpore che proprio il rocker di Zocca voleva creare per distinguersi dagli altri partecipanti.
Nell'aprile dello stesso anno esce l'album omonimo, un disco cruciale per la carriera del cantautore: un perfetto anello di congiunzione tra il Vasco degli esordi e quello del grande successo nazionalpopolare che sarebbe arrivato di lì a poco. Vado al massimo resterà in classifica per sedici settimane, subito seguito da un tour che si protrarrà fino a dicembre. Arriva anche il primo riconoscimento ufficiale per Vasco, che vince il Premio Nazionale de «Il Paroliere», assegnatogli nella megadiscoteca «Marabù» di Reggio Emilia, come rivelazione dell'anno con il brano Ogni volta.
(da Ogni volta, 1982)
Altri brani da ricordare sono Canzone, Splendida giornata, La noia e Sono ancora in coma.
L'anno seguente, nel 1983, Vasco Rossi si ripresenta a Sanremo con Vita spericolata. La canzone, che, pur entrando in finale al Teatro Ariston, si classificò al penultimo posto nella graduatoria e raggiunse lo stesso anno solo il sesto posto nella classifica dei 45 giri, diventerà col passare del tempo uno dei classici della musica italiana e sarà successivamente reinterpretata da Francesco De Gregori, che la inserirà nell'album dal vivo Il bandito e il campione, e ripresa da Gino Paoli nel brano Quattro amici.
(da Vita spericolata, 1983)
Anche in questa occasione la partecipazione del rocker emiliano fece scalpore: all'attacco dell'ultimo ritornello Vasco abbandonò improvvisamente il palco, ma la base musicale continuò a suonare e la voce dell'artista continuò a sentirsi, rendendo palese il fatto che la manifestazione si svolgesse in playback.
Segue l'uscita dell'album Bollicine, una vera e propria rivoluzione nell'ambito del panorama musicale italiano, che porta al massimo livello più o meno tutti i temi chiave del canzoniere dell’artista, destinati da qui in poi a doversi confrontare con questo disco per essere compresi nella loro evoluzione e che sarà inserito, nel 2012, al primo posto nella lista de I 100 migliori album italiani secondo Rolling Stone. È il sesto album in sei anni, quello che consacra definitivamente Vasco Rossi a icona del rock italiano. Resta in classifica per 35 settimane vendendo oltre 1 000 000 di copie, e si piazza come quinto album più venduto dell'anno. L'ironica e provocatoria canzone Bollicine, farcita di slogan e frasi a effetto (con chiari riferimenti all'uso della cocaina), è un pungente attacco alle pubblicità e ai loro falsi miti, che arrivano a saturare le menti dei più giovani.
(da Bollicine, 1983)
Il brano funziona e ha da subito un forte impatto vincendo il Festivalbar, con un concerto dall'Arena di Verona. Altri brani celebri dell'album, oltre al già citato Vita spericolata, sono Una canzone per te, dedicato alla stessa ragazza descritta in Albachiara e che secondo alcuni critici musicali, come Michele Monina e Dario Salvatori, tratta della genesi delle sue canzoni, oltre a rappresentare il manifesto artistico dell'autore, Portatemi Dio e Giocala. Il tour per promuovere l'album, durato quasi dieci mesi, è un trionfo. È sicuramente uno dei periodi di massimo successo dal punto di vista musicale, ma non dal punto di vista umano: secondo alcuni biografi, in quel periodo Vasco è farmaco-dipendente, vive come se fosse sempre su un palco, non dorme per notti e giorni interi mentre continua ad assumere anfetamina e Lexotan, tanto da costringere il manager Guido Elmi ad annullare alcuni concerti.
Nel 1983 si approfondisce anche la collaborazione con gli Stadio, per i quali scrive il testo del brano Acqua e sapone, che diverrà hit nazionale anche in quanto colonna sonora dell'omonimo film di Carlo Verdone. L'anno dopo ulteriori interventi di Vasco Rossi con gli Stadio sono il testo e la voce (con cori di Lucio Dalla) in La faccia delle donne, brano di spicco dell'omonimo album della band di Curreri.

#### Va bene, va bene cosìeCosa succede in città
(Fabrizio De André)
Nell'aprile 1984 esce il primo album dal vivo Va bene, va bene così, un disco cruciale per quel che rappresenterà Vasco da lì in poi per il suo sempre più crescente pubblico e che resterà in classifica 33 settimane, di cui 8 al primo posto (in totale ha venduto più di 1 000 000 di copie ottenendo 10 dischi di platino), e in quell'anno risulterà l'album più venduto in Italia. L'unico brano inedito è quello che dà il titolo all'album e sarà successivamente reinterpretato da Mina. Ad agosto comincia il Va bene, va bene così Tour.
Di lì a poco, nel 1985, pubblica l'album Cosa succede in città, e partecipa per la seconda volta al Festivalbar. L'album rappresenta sotto certi aspetti un nuovo inizio per il cantautore, ma sebbene contenga canzoni storiche poi divenute pilastri delle composizioni di Vasco, come Toffee, Una nuova canzone per lei e Dormi, dormi, secondo alcuni critici per i testi e i contenuti viene considerato piuttosto "fiacco", anche a causa delle vicende che lo precedettero, il disco però col tempo è stato ampiamente rivalutato. Cosa succede in città restò in classifica per 29 settimane (sesto album più venduto dell'anno) e fu seguito dal relativo tour.
Si chiude così una fase particolarmente intensa della carriera del rocker con quasi 250 concerti tenuti in soli 4 anni.
Per due anni sparisce completamente. Qualcuno parla di esaurimento nervoso, ma è un periodo in cui Vasco ricerca sé stesso, si disintossica dalle anfetamine e rivede vecchi amici d'infanzia. Di quel periodo è anche la frequentazione con il collega Zucchero Fornaciari. A Zocca, insieme al bluesman reggiano, compone il testo di Pippo, contenuto in Blue's, concedendo poi a Zucchero la completa paternità delle strofe.

### La consacrazione (1987-1992)

#### C'è chi dice no, la rottura con la Steve Rogers Band,Liberi liberi, la conquista dei grandi stadi e il 'no' ai Rolling Stones
Nel 1987 Vasco torna sulla scena pubblicando C'è chi dice no, album che venderà oltre 1.000.000 di copie e che resterà in classifica 38 settimane, di cui 12 consecutive in testa. Lavoro molto ben accolto anche dalla critica, che lo valuta come un disco ispirato e sfaccettato, contraddistinto da ribellione e romanticismo. L'album va considerato a tutti gli effetti una pietra miliare per la storia del cantautorato rock italiano e la Title track, successivamente reinterpretata da Gianna Nannini e inserita nell'album Hitalia, è un duro inno contro i luoghi comuni e le omologazioni.
(da C'è chi dice no, 1987)
Fra i brani più celebri si ricordano anche Vivere una favola, Ciao, Brava Giulia e Ridere di te. Dal relativo tour, durato sei mesi e diviso tra spazi chiusi e spazi aperti, viene estratta e distribuita una doppia cassetta in VHS dal titolo "Vasco Rossi Live '87". Il successo è tale che perfino Adriano Celentano lo vuole ospite in Rai. Lui inizialmente accetta, per poi cambiare idea il giorno prima della trasmissione facendo infuriare i vertici dell'emittente televisiva, che minacciano di bandirlo per sempre da ogni trasmissione.
Il sempre crescente successo di spettatori costringe il cantante ad abbandonare i palazzetti per orientarsi verso spazi più ampi: inizia l'epoca degli stadi.

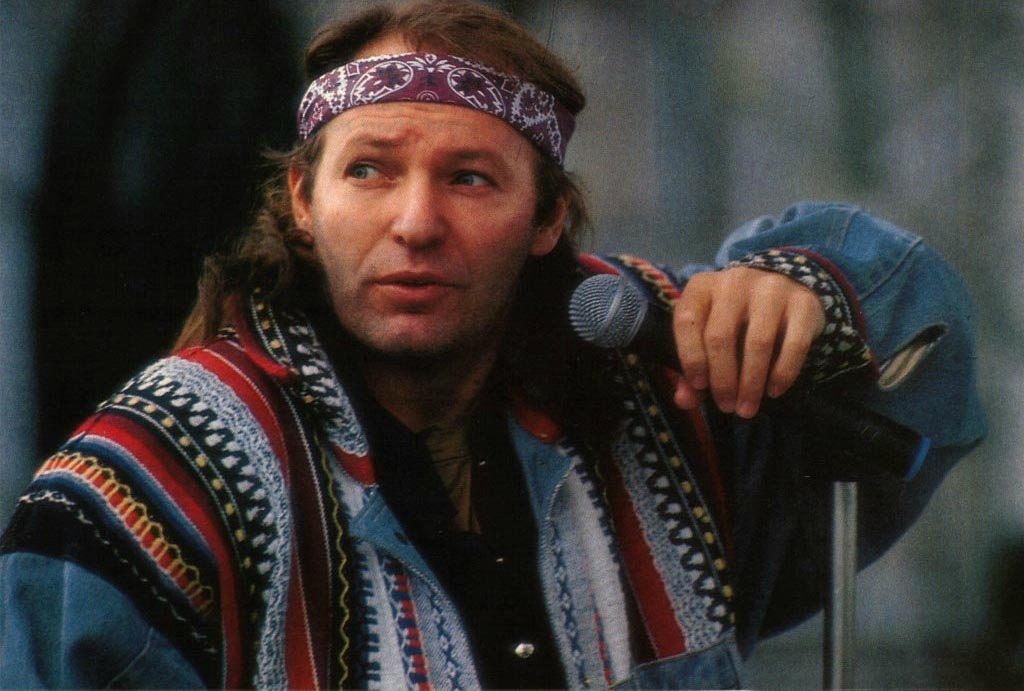
Vasco Rossi in un concerto del 1989

Nel 1989, prima dell'uscita dell'album Liberi liberi realizzato per conto della EMI, Guido Elmi e la Steve Rogers Band abbandonano Rossi, che si ritrova praticamente da solo con Maurizio Lolli. Senza Solieri e Riva, parte comunque il Blasco Tour, il cui grande successo porta alla pubblicazione dell'album dal vivo Fronte del palco, contenente l'inedito Guarda dove vai.
Vasco racconta a Michele Monina "1989: Prima svolta radicale artisticamente, con album Liberi Liberi che rappresenta il punto di non ritorno. Senza Guido Elmi al mio fianco, senza i compagni di tante avventure, Massimo Riva e Maurizio Solieri... ho imparato la lezione e mi sono sobbarcato anche tutta la parte tecnica - che a me piace poco - di produzione dell’album".
Ne scaturisce un lavoro più malinconico, disilluso e riflessivo rispetto ai precedenti, a partire dal singolo che dà il titolo all'album, ma che riscuote ugualmente successo risultando il secondo album più venduto dell'anno vendendo 900 000 copie e che rappresenta una sorta di snodo nella discografia del cantante.
(direttamente da Liberi...liberi, del 1989)
Fra i brani più celebri si ricordano inoltre Domenica lunatica, ...Muoviti!, Tango... (della gelosia) e Dillo alla Luna, successivamente reinterpretato da Mia Martini, che lo inserirà nell'album La musica che mi gira intorno
Sempre nel 1989 torna a collaborare con gli Stadio, per i quali scrive il testo della hit radiofonica Stupidi dell'album Puoi fidarti di me.
L'anno successivo vengono organizzati in rapida successione (10 e 14 luglio) due concerti rispettivamente negli stadi San Siro a Milano e Flaminio a Roma, per un totale di circa 117 000 spettatori. Con il concerto di Milano, Vasco Rossi diventa il terzo artista italiano, dopo Edoardo Bennato nel 1980 e Claudio Baglioni nel 1985 e nel 1986, a raccogliere un numero di fan così ampio da riempire lo stadio Giuseppe Meazza. Una parte del concerto di Milano viene pubblicata nell'album Vasco live 10.7.90 San Siro.
Gli eventi di Milano e Roma si riveleranno molto significativi, decretando non solo una svolta nella carriera del rocker, ma anche una sorta di rivincita della musica italiana nei confronti delle grandi star internazionali: la stessa sera in cui Vasco si esibì a Milano, Madonna si esibì a Roma, con un'esibizione che ebbe decisamente minor fortuna rispetto a quella di Vasco. Per il concerto di Roma, il promoter italiano dei Rolling Stones David Zard, propose all'allora manager di Vasco Enrico Rovelli di dare luogo a un mega-evento affiancando a Mick Jagger e Keith Richards il rocker emiliano, ma la proposta non fu accettata. Da questi due concerti, viene prodotto un video in VHS, ristampato nel 2006 in DVD, dal titolo Fronte del palco live 90, mentre il Fronte del palco tour si protrarrà per tutto il 1991.

### La maturità artistica (1993-2000)

#### Gli spari sopra, Rock sotto l'assedio eNessun pericolo... per te
Nel 1993 pubblica l'album Gli spari sopra, che sancisce la sua inarrestabile ascesa vincendo 10 dischi di platino e vendendo più di 1 000 000 di copie. Album corposo e marcatamente rock, composto da 14 tracce, tra cui si trovano anche alcuni brani introspettivi, sulla falsariga del lavoro precedente, come Vivere e ...Stupendo, oltre a un brano, dal titolo Non appari mai, incentrato sul conflittuale rapporto tra Vasco e la TV. Il singolo che dà il titolo all'album rappresenta una denuncia contro l'abuso di potere.
(da Gli spari sopra, 1993)
Fra i brani più celebri si ricordano anche Lo show, Gabri, L'uomo che hai di fronte e Hai ragione tu, con la partecipazione di Pino Daniele.
Fu preceduto da un singolo, mini-CD che contiene, oltre ad alcune versioni alternative de L'uomo che hai di fronte e Delusa, con riferimenti sarcastici alle allora ragazze di Non è la Rai, anche l'inedito Se è vero o no, che non fu poi inserito nell'album. Seguirà il tour Gli spari sopra, che nell'arco di sei mesi di concerti raggrupperà più di 850 000 spettatori, con susseguente pubblicazione di un video in VHS, ristampato nel 2006 in DVD, dal titolo Gli spari sopra tour.
Nel 1994 regala agli iscritti del suo fan club ufficiale un CD contenente l'inedita Senza parole, dedicata a tutto il suo "popolo".
Nel 1995 il rocker è di nuovo a San Siro con un doppio concerto evento, Rock sotto l'assedio, contro la guerra in Jugoslavia e a cui partecipano più di 100 000 spettatori. Sul palco sono ospitati gruppi musicali di etnie diverse, fatti giungere clandestinamente dalle zone di guerra con l'aiuto di collaboratori come il fotoreporter Massimo Sciacca e l'organizzatore Enrico Rovelli. In questa occasione canta per la prima volta Generale di Francesco De Gregori, da sempre suo riferimento musicale, interpretandola nel proprio stile rock. Vasco promuove la serata come occasione di riflessione contro la violenza della guerra, ma molti giornalisti polemizzeranno con lui per non avere devoluto l'incasso alla causa jugoslava. Non si farà attendere la risposta del rocker che, tramite il suo ufficio stampa, dirà che Rock sotto l'assedio si fa in solidarietà con i gruppi rock di Sarajevo e che la beneficenza si fa invece con il libretto di assegni, e senza pubblicità. Con Maurizio Lolli e Mirco Bezzi realizza un sito Internet, il primo in Italia per un artista musicale, dedicato a raccogliere le testimonianze di reporter dalle zone di guerra intercettate sulla nascente rete di comunicazione e le biografie dei gruppi musicali che si esibiscono.

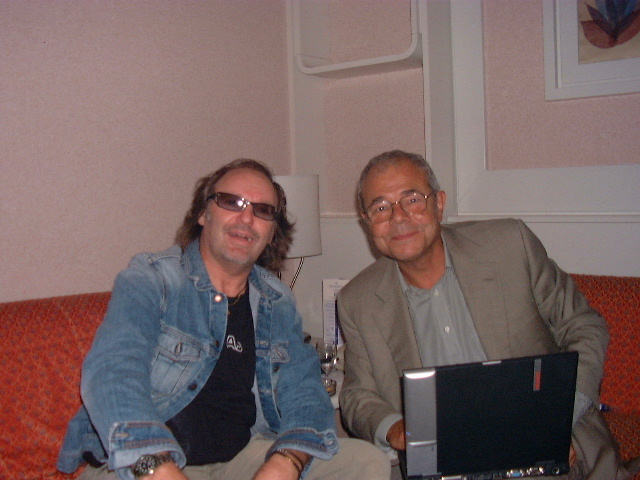
Vasco Rossi con Mario Luzzatto Fegiz

Nel 1996 pubblica l'album Nessun pericolo... per te, considerato dal critico Mario Luzzatto Fegiz un lavoro travolgente, ma soprattutto davvero controcorrente, e uno tra i suoi migliori dischi, in cui emerge prepotente l'orgoglio del diverso, del maledetto, anche attraverso una vera e propria invettiva che parte dall'esperienza personale dell'artista per dileggiare i meccanismi della discriminazione.
(da Mi si escludeva, 1996)
Il primo video estratto è quello di Mi si escludeva. L'album, oltre a contenere una canzone, Gli angeli, tra le più struggenti dell'intera sua produzione, dedicata all'amico Maurizio Lolli morto di cancro ai polmoni e il cui video (una produzione colossale di 600 milioni di lire) viene diretto da Roman Polański, contiene uno dei brani più celebri del cantautore, Sally, reinterpretato successivamente da Fiorella Mannoia.
Altri brani da ricordare sono Un gran bel film, che riprende idealmente il pezzo che portò il rocker al successo, Vita spericolata, e Benvenuto, che tratta della nascita del figlio Luca.
Il video de Gli angeli, presentato al Festival di Venezia, viene messo a disposizione su Internet, un evento abbastanza inusuale per quegli anni, cosicché Vasco si dimostra un precursore dei nuovi sistemi tecnologici che avanzano. La canzone viene distribuita in un singolo a forma triangolare a tiratura limitata. La forma del CD singolo, così come la scritta a forma triangolare che riporta il nome del cantante nella copertina dell'album, è un chiaro omaggio all'attributo femminile, al quale spesso Vasco fa riferimento con gesti inequivocabili durante i suoi concerti. Il tour Nessun pericolo per te, diviso in due parti, la prima nei palazzetti e la seconda negli stadi, ha un'affluenza di oltre 830 000 spettatori.
Nel 1997 esce Rock, una raccolta di vecchi pezzi riarrangiati, che porterà il cantante a esibirsi nell'ex stabilimento Italsider di Bagnoli, nell'ambito della prima edizione del Neapolis Rock Festival. Quell'anno Rossi è presente come autore al Festival di Sanremo (in coppia con Gaetano Curreri e Roberto Ferri) con ...E dimmi che non vuoi morire scritta per Patty Pravo, insignita del premio della critica. Sempre per il Festival di Sanremo, nel 1999 scrive la canzone Lo zaino cantata dagli Stadio.

#### Il ritorno alle origini conCanzoni per me, l'Heineken Jammin' Festival e la morte di Massimo Riva
Nel 1998 esce Canzoni per me, tra i lavori più intensi, intimisti e disincantati dell'intera sua produzione e in cui riprende anche vecchie canzoni, scritte all'inizio della carriera e mai pubblicate. Fra i brani più celebri si ricordano L'una per te, Io no.... e Quanti anni hai. Trionfa per la seconda volta al Festivalbar con Io no, e ottiene per la prima volta la Targa Tenco nella categoria miglior album dell'anno. Il disco non porta com'era abitudine, una nuova tournée, ma viene deciso di tenere un unico concerto, accettando la proposta di essere headliner della prima edizione dell'Heineken Jammin' Festival a Imola.

Alla serata partecipano 120 000 spettatori, segnando un evento nell'intera storia della musica italiana: il successo di Vasco diviene di massa, e il rocker di Zocca viene universalmente riconosciuto come la rockstar della musica italiana contemporanea. La serata viene immortalata nel video Rewind e relativo album dal vivo Rewind del 1999, a cui fa seguito il Rewind Tour. Tra le canzoni si ricorda inoltre l'omonima Rewind, la cui musica è scritta per lui dall'amico di sempre Gaetano Curreri.

Massimo Riva, figura fondamentale nella carriera di Vasco.

Dopo aver partecipato al Concerto del Primo Maggio a Roma, a pochi giorni dalla prima tappa del tour allo stadio Renato Curi di Perugia, viene a mancare per un'overdose di eroina il "compagno di avventure" Massimo Riva, chitarrista della band e coautore di una parte del repertorio musicale di Vasco. A partire dal Rewind tour, verrà ricordato in ogni concerto.
Nel 1999 gli viene conferito da Fernanda Pivano il Premio Lunezia, in qualità di Poeta del Rock per il valore letterario del testo della canzone Quanti anni hai. Nello stesso anno esce il singolo La fine del millennio i cui proventi vengono devoluti all'associazione onlus per il recupero dei tossicodipendenti, fondata dai parenti di Massimo Riva. La copertina riprende il Cristo bendato di un'immagine di scena tratta dal "Teatro delle orge e dei misteri" dell'austriaco Hermann Nitsch. Sempre quell'anno Vasco firma come coautore il testo della canzone La tua ragazza sempre, portata al Festival di Sanremo da Irene Grandi, che si piazza in seconda posizione. La collaborazione con Irene Grandi si consoliderà negli anni: nel 2003, Vasco firmerà per la cantante fiorentina il brano Prima di partire per un lungo viaggio e nel 2019, il brano Finalmente io, presentato al Festival di Sanremo l'anno seguente.

### I concerti diventano produzioni colossali (2001-2016)

#### 2001-2003:Stupido hotele il triplo concerto evento a San Siro
Il 2001 è l'anno di Stupido hotel, che risulterà il secondo album più venduto dell'anno e con cui il cantante prosegue il percorso rock, ora basato su un nuovo modo di proporsi in concerto, nonostante attraversi un periodo complicato sul piano esistenziale, come testimoniano i due principali brani del lavoro, Siamo soli e Stupido hotel. Seguirà un tour svoltosi interamente negli stadi e la terza vittoria al Festivalbar con la canzone Ti prendo e ti porto via.
Nel 2002 esce Tracks, la prima raccolta pubblicizzata come ufficiale dalla EMI, con brani in versione originale e rimasterizzati e con la reinterpretazione di Generale di Francesco De Gregori, cantata durante il tour Rock sotto l'assedio del 1995 ma rimasta inedita. All'uscita della raccolta fa seguito il triplo concerto evento Vasco@SanSiro'03 tenutosi di nuovo a San Siro nel 2003, seguito da quasi 225 000 spettatori, e dal quale sarà tratto il DVD Vasco Rossi @ S.Siro 03. La reinterpretazione di Generale rappresenta una sorta di risposta e ringraziamento alla versione di Vita spericolata incisa da De Gregori nel 1993 e inclusa nel suo album Il bandito e il campione.

#### 2004-2007:Buoni o cattivi, il "Vascstock" e il ritorno a Sanremo come ospite
Il 2004 è l'anno di Buoni o cattivi, considerato dalla critica un lavoro maturo, coerente col percorso intrapreso dall'artista, in cui il suo spirito "libero" non si è appesantito con gli anni, ma si è trasformato in un messaggio più profondo e mediato e che viene presentato, per volere del rocker, presso la "Fabrica delle e", una struttura del Gruppo Abele fondata da don Luigi Ciotti. Registrato tra Bologna e Los Angeles, e successivamente venduto anche negli Stati Uniti, il disco risulterà il più venduto in Italia nel 2004 e vincerà 12 dischi di platino. Tra i dodici brani inediti, spicca l'omonimo singolo, considerato il manifesto dell'intero lavoro.

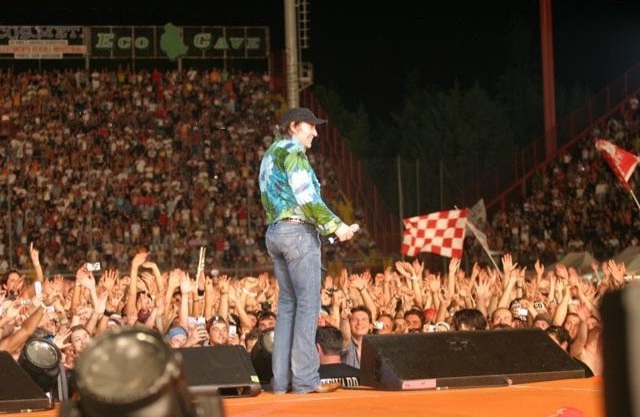
Vasco Rossi durante il concerto allo Stadio Renato Curi (Perugia) nel 2004

Altri brani celebri sono Come stai, Anymore, E..., scritta dalla cantautrice Pia Tuccitto, Señorita e Un senso.
All'album segue il tour Buoni o cattivi, articolatosi in due estati e che tocca gran parte degli stadi italiani, bissandoli dove richiesto e facendo registrare il tutto esaurito con oltre 1 730 000 spettatori totali.
Il 25 settembre dello stesso anno, Vasco regala ai suoi fan un concerto gratuito tenutosi a Catanzaro (nel quartiere Germaneto), di fronte a 450 000 persone. Lo stesso Vasco ha ribattezzato questo evento "Vascstock".
Nel 2005 gli viene assegnato il Nastro d'argento alla migliore canzone originale per Un senso e ritorna a Sanremo come ospite per la serata finale, in segno di riconoscenza al festival che gli aveva offerto una vetrina importante, quando la sua carriera era ancora agli albori, nonostante i magri piazzamenti allora riconosciuti. Vasco si esibisce cantando l'introduzione di Vita spericolata, introdotto da Maurizio Solieri alla chitarra, e Un senso. Dopo la performance pronuncia poche parole contro la legge anti-fumo (legge 3/2003) varata dal ministro Girolamo Sirchia ed esce di scena sottraendosi all'abituale intervista del conduttore Paolo Bonolis ai suoi ospiti.
Il 9 settembre 2005 viene pubblicato È solo un rock'n'roll show, doppio DVD, lanciando così il concetto di movieclip, in cui tutte le canzoni di Buoni o cattivi si intrecciano in un lungo videoclip di oltre due ore. Il 2 dicembre seguente esce Buoni o cattivi Live Anthology 04.05, un cofanetto comprensivo di doppio CD e triplo DVD che documenta il grande successo del Buoni o cattivi Tour. Il 17 di ques'ultimo mese Vasco torna a Zocca dove gli amici d'infanzia e tutta la comunità hanno organizzato un tributo in suo onore. Per l'occasione viene allestita anche una mostra fotografica.
Il 26 luglio 2006 riceve il Premio Fernanda Pivano. Sempre nel 2006 Vasco annuncia pubblicamente di non cedere più i diritti delle sue canzoni per gli spot pubblicitari. La decisione di cederli, presa in passato, è stata per sua stessa ammissione un errore, in quanto non è eticamente corretto lucrare sulle emozioni dei fan.

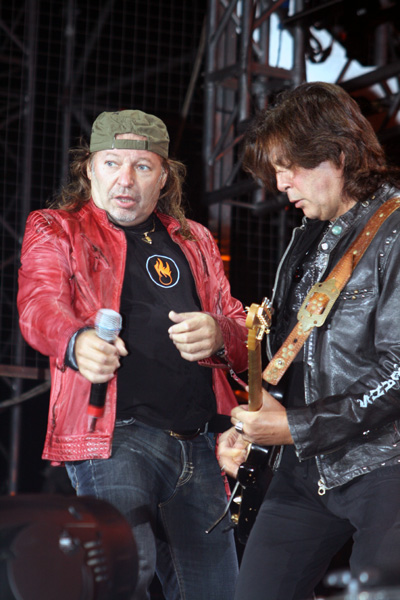
Vasco Rossi e Maurizio Solieri nel 2007

Il 19 gennaio 2007 esce il singolo Basta poco. Per volontà del cantautore non è venduto in alcun negozio e può essere ascoltato esclusivamente tramite radio oppure scaricato dal web o dal portale di una nota azienda telefonica. Il nuovo singolo fa registrare il record italiano di download legali, oltre centomila a distanza di due giorni dall'uscita del brano, e rappresenta una nuova denuncia da parte del rocker, stavolta nei confronti dell'ipocrisia e della superficialità, che danno più importanza alle cose futili rispetto ai fatti concreti.
L'11 maggio 2007 Vasco Rossi pubblica un mini CD, Vasco Extended Play, contenente Basta poco, la versione "original demo" della stessa, il video con i personaggi disegnati da suo figlio Luca e una reinterpretazione de La compagnia, scritta da Mogol e Carlo Donida, portata al successo da Marisa Sannia nel 1969 e reinterpretata nel 1976 da Lucio Battisti: si tratta di un brano a cui Vasco si è dichiarato molto legato e che ha reinterpretato in chiave rock.
Il 23 novembre 2007 viene pubblicato il DVD Vasco@Olimpico.07, registrato durante le due date del 27 e 28 giugno del tour Vasco Live 2007 allo stadio romano.

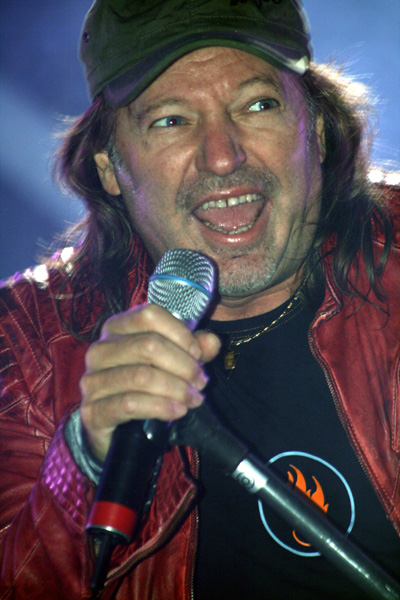
Vasco Rossi nel 2007

#### 2008-2009:Il mondo che vorreie la seconda partecipazione al concerto del 1º maggio
Il 28 marzo 2008 esce Il mondo che vorrei, ventunesimo album del cantautore, quindicesimo in studio e già premiato come disco di diamante con le sole copie vendute in prenotazione (oltre 350 000) e risultando il terzo album più venduto dell'anno. Il mondo che vorrei è anche il nome del primo singolo estratto, lanciato in radio il 14 marzo e in tutti gli oratori della diocesi di Milano il 16 marzo. Il brano entra subito al primo posto della classifica digitale Fimi. La canzone Gioca con me, terza traccia dell'album, è stata incisa con la partecipazione del chitarrista Slash. Il lavoro si riallaccia per certi versi a quello precedente, dove era affiorata, per la prima volta in maniera chiara, una sorta di consapevole scissione tra il cantante rock di successo e l’uomo pieno di problemi e turbamenti, che resta invece in una fase di incompiutezza esistenziale, specialmente nella canzone E adesso che tocca a me, in cui è lampante un accrescimento dell'angoscia.
(da E adesso che tocca a me, 2008)
Fra i brani più celebri si ricorda anche Vieni qui.

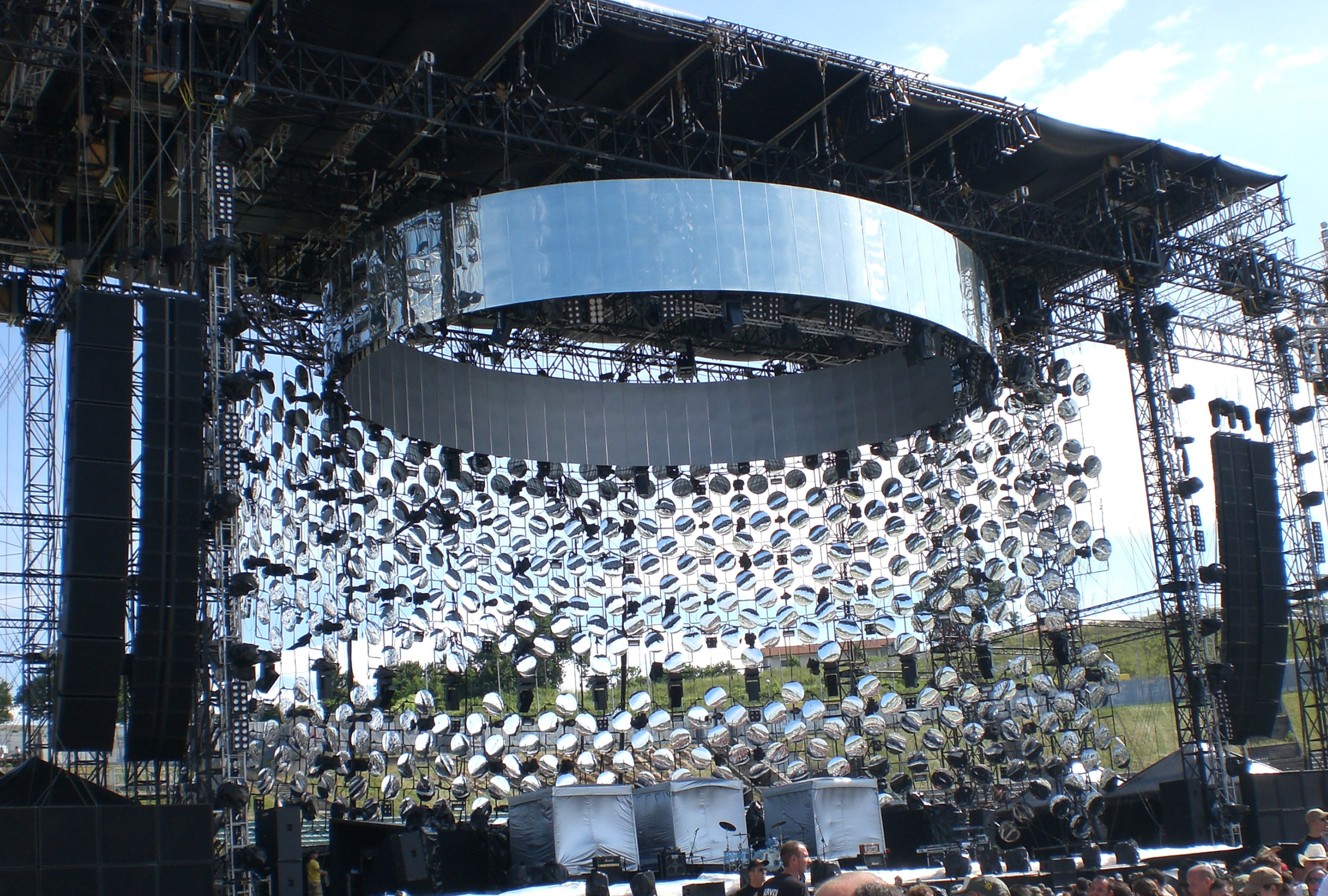
Palco per il concerto allo Stadio Del Conero (Ancona), 15 giugno 2008

Nell'estate del 2008 prosegue il tour, iniziato a Genova, negli stadi delle principali città italiane. In sole 24 ore dall'apertura delle prevendite vengono venduti 120 000 biglietti, costringendo gli organizzatori ad aggiungere ulteriori date per le tappe di Milano, Roma, Ancona e Salerno. Si esibisce anche all'Heineken Jammin' Festival di Mestre. Il 5 luglio 2008, tramite il suo sito ufficiale, annuncia un ritorno sul palco a settembre, per la seconda parte della tournée, la cui prima data si è svolta il 5 settembre a Teramo.
A fine anno, secondo i dati SIAE, Vasco detiene il primato della musica dal vivo grazie al record di presenze (oltre 850 000 spettatori) registrato nelle diciotto date del Vasco.08 Live in concert.
Il 13 marzo 2009 esce Il mondo che vorrei live 2008, il primo concerto rock registrato in alta definizione su Blu-ray Disc durante il doppio concerto tenutosi allo Stadio Renato Dall'Ara di Bologna il 19 e il 20 settembre 2008.
La prima apparizione dal vivo del 2009 ha avuto luogo in occasione del ventennale del Concerto del Primo Maggio a Roma, a 10 anni di distanza dalla sua prima partecipazione. L'esibizione è durata circa cinquanta minuti, nel corso della quale sono state proposte dieci canzoni tra cui Un ragazzo di strada, brano del 1966 scritto da I Corvi, cantato per la prima volta da Vasco.

#### 2009-2010:Tracks 2 - Inediti & raritàe l'Europe Tour Indoor
Il 6 ottobre 2009 ha iniziato una tournée indoor in l'Italia e in Europa, il Tour Europe indoor, dopo 13 anni dall'ultimo tour al chiuso datato 1996, il Nessun pericolo per te tour.
Durante questi concerti ha presentato un nuovo brano inedito intitolato Ad ogni costo, riedizione, con nuovo testo in italiano scritto da Vasco, della hit dei Radiohead Creep. Da notare l'anomalia della data sarda, unico concerto del tour previsto all'aperto.
Il 27 novembre 2009 esce l'album Tracks 2 - Inediti & rarità, contenente tre inediti (tra cui la stessa Ad ogni costo, Ho fatto un sogno e Sto pensando a te), Sally cantata interamente unplugged a una tappa dello Europe Tour 2009, sei tracce dal vivo tratte dal Nessun pericolo per te Tour del 1996 e tre cover suonate negli anni dal vivo una sola volta, ovvero Il tempo di morire, Un ragazzo di strada e Amico fragile. In poco più di una settimana l'album ottiene quattro dischi di platino e, ad oggi, è disco di diamante. Nello stesso mese la Sony produce SingStar Vasco Rossi, gioco per PlayStation 2 e PlayStation 3.
Successivamente viene pubblicato il secondo singolo appartenente al nuovo album, Sto pensando a te, trasmesso nelle radio a partire dal 18 dicembre del 2009.

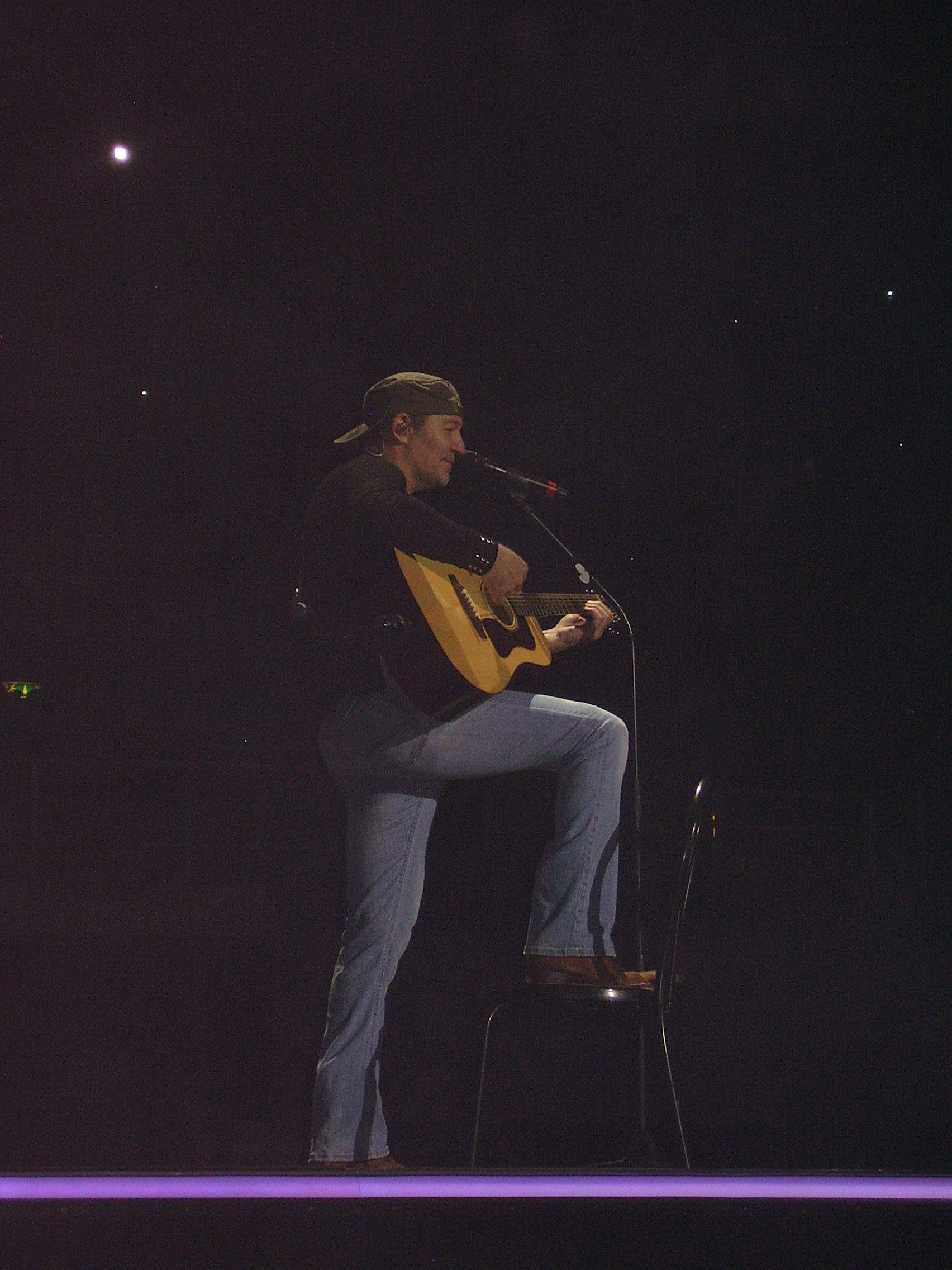
Vasco nel 2010, durante la parte acustica del Tour Europe Indoor

Il 10 marzo 2010 è uscito un numero di Topolino dove Vasco si trasforma nel Comandante Brasko, un cantante amatissimo dal pubblico che si è ritirato dai palchi, a cui Zio Paperone chiede di risollevare le sorti della manifestazione canora più importante di Paperopoli, quella al Teatro Arroston. All'interno si può trovare un'intervista dove lo stesso Vasco parla della passione per Topolino. La storia, ideata da Vincenzo Mollica, è sceneggiata da Fausto Vitaliano, mentre i disegni sono di Giorgio Cavazzano. Nello stesso mese decide di investire sulla rivista di critica letteraria Satisfiction, divenendone editore.
Il 30 aprile 2010 esce in radio il singolo Ho fatto un sogno, brano che denuncia, anche tramite un video musicale, la realtà caratterizzata ancora dai pregiudizi nei confronti del diverso. Il 22 giugno seguente viene pubblicato in edizione limitata l'album Vasco London Instant Live 04.05.2010 registrato appunto il 4 maggio 2010 all'Hammersmith Apollo di Londra. Questa data segna un evento importante nella carriera del rocker, in quanto si tratta del suo primo concerto in Gran Bretagna. Il 29 novembre, tramite Facebook, comunica che ha scritto con Gaetano Curreri, il quinto singolo di Noemi, Vuoto a perdere; il brano è anche la colonna sonora del film Femmine contro maschi di Fausto Brizzi.

#### 2011-2012:Vivere o niente, l'ineditoI soliti, i problemi di salute e progetti paralleli
Il 29 marzo 2011 esce Vivere o niente, sedicesimo album in studio che balza direttamente alla prima posizione della classifica degli album più venduti in Italia dopo soli cinque giorni dalla sua pubblicazione e che risulterà il più venduto dell'anno. La copertina dell'album raffigura l'artista sempre in fuga dal conservatorismo, dall'omologazione e dai poteri che lo vogliono zittire, costretto a una condizione di clandestinità, necessaria per restare libero di raccontare la realtà senza strumentalizzarla. Il primo singolo estratto, anticipato il 7 febbraio (giorno del suo cinquantanovesimo compleanno), è intitolato Eh... già. Il secondo discusso singolo è Manifesto futurista della nuova umanità, in rotazione dal 6 maggio 2011, e con il quale Vasco descrive un uomo nuovo senza più 'fede' in un creatore e che riconosce la vita non come un dono ma come una combinazione di fattori casuali.
(da Manifesto futurista della nuova umanità, 2011)
Fra i brani più celebri si ricordano inoltre Vivere o niente e L'Aquilone.
Il 15 aprile 2011 viene presentata dal sovrintendente Stéphane Lissner la stagione 2011-2012 del Teatro alla Scala di Milano, con le musiche e la drammaturgia a firma di Vasco utilizzate per la produzione L'altra metà del cielo, spettacolo incentrato sulla figura femminile e sui giovani. La "prima" doveva avere luogo il 31 marzo 2012, con successive sette repliche, ma è stata rinviata di tre giorni per uno sciopero dei lavoratori.

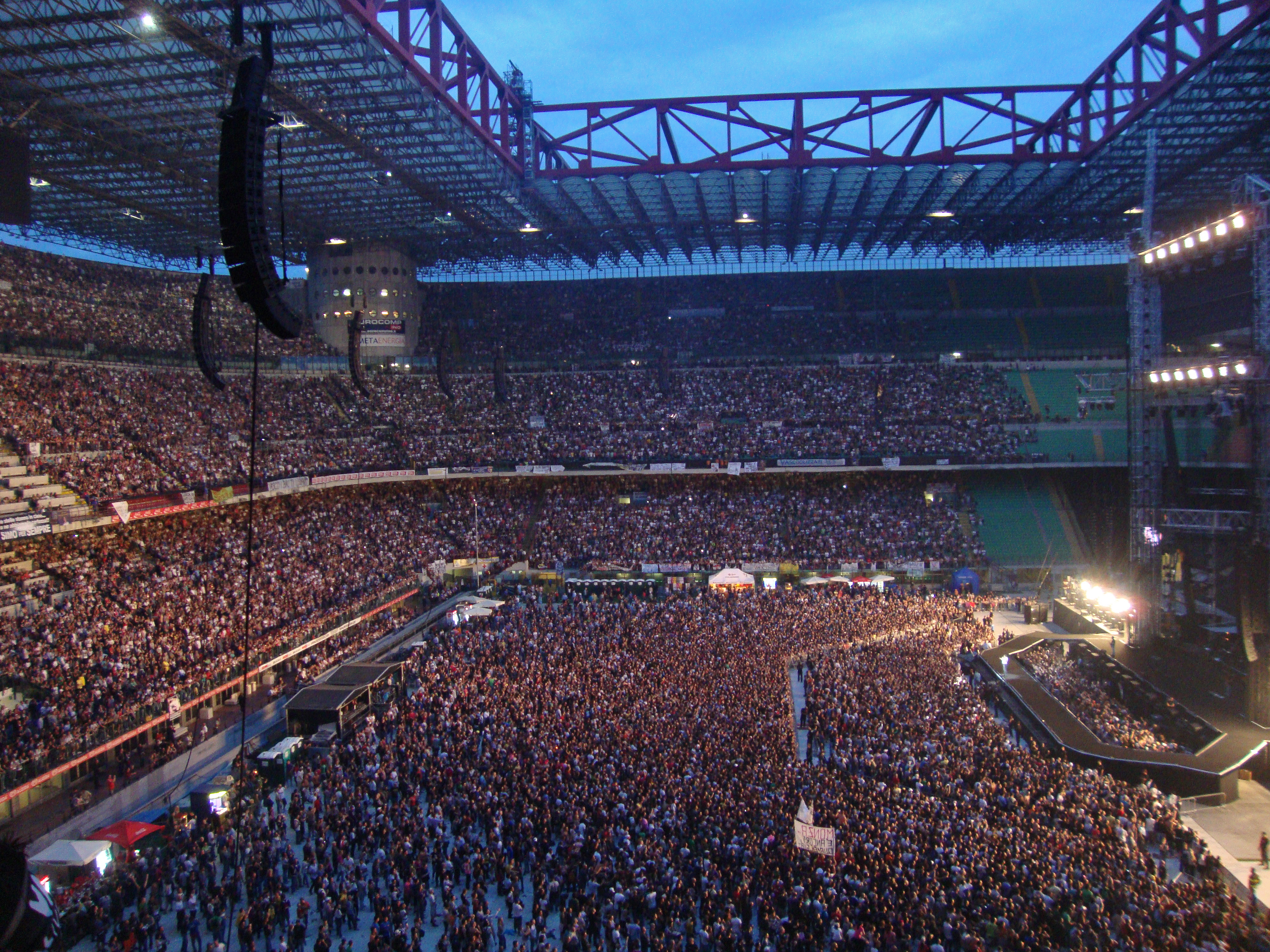
Lo Stadio Giuseppe Meazza (Milano) durante il Vasco Live Kom '011

il 5 giugno 2011 prende il via dallo Stadio Del Conero di Ancona, il tour Vasco Live Kom '011. Il tour che prevede un concerto all'Heineken Jammin Festival di Mestre, è il primo in cui un artista realizza quattro concerti consecutivi allo stadio San Siro. Durante l'ultima data a Milano, il rocker è obbligato ad accorciare la scaletta, iniziando con un evidente ritardo, per via di un forte mal di schiena che nonostante le cure necessarie non accennava a passare.
Il 26 giugno 2011, in un'intervista a Vincenzo Mollica per il TG1, parlando del suo futuro, ha dichiarato che modificherà il suo modo di rapportarsi con il pubblico, in particolare ha affermato: «è felicemente conclusa la mia straordinaria attività di rockstar» e che «questa è l'ultima tournée di questo tipo». In questo periodo viene pubblicato il libro Vasco complete canzoniere.
Il 18 luglio 2011 decide di farsi ricoverare in una clinica privata nei pressi di Bologna, per verificare la natura del mal di schiena e dagli esami si scopre che la causa del dolore deriva da una costola fratturata. Inoltre approfitta della permanenza nella clinica per fare un check-up completo. Il 22 agosto seguente, dopo una visita medica concordata alla clinica Villalba, i medici che seguono le sue condizioni di salute lo obbligano a un riposo assoluto di almeno sessanta giorni, che ha provocato l'annullamento delle ultime quattro date del Vasco Live Kom '011: Torino, Udine, Bologna e Avellino. Al cantante viene diagnosticata un'infezione da stafilococco aureo che gli ha causato un'osteomielite al torace, un'endocardite e, in seguito, anche una polmonite.
Il 7 settembre 2011 esce nelle sale un film-documentario sulla sua vita, artistica e privata, diretto da Alessandro Paris e Sibylle Righetti, dal titolo Questa storia qua, proiettato due giorni prima in anteprima alla Mostra del Cinema di Venezia e in contemporanea in oltre 200 sale, facendo registrare il tutto esaurito già in prevendita. Dal film viene estratto il singolo I soliti, che riprende idealmente i brani Siamo solo noi e Liberi...liberi, in rotazione nelle radio dal 29 agosto.
(da I soliti, 2011)
Il 24 novembre 2011 viene pubblicata un'altra sua biografia, intitolata La versione di Vasco, con una tiratura di 80 000 copie; dopo tre giorni il libro è andato in ristampa con altre 50 000 copie. Il libro si è piazzato subito al primo posto nella sezione "varia" o "saggistica", mentre ha occupato la quarta posizione nella classifica generale. I proventi delle vendite sono andati a una comunità di don Luigi Ciotti. Il 9 dicembre, solo ed esclusivamente su iTunes, è uscita una speciale versione dell'album Vivere o niente, denominata Vivere o niente - Kom.011 Edition, contenente, oltre all'album in studio, anche un CD con 13 brani registrati durante una tappa del Vasco Live Kom '011.
Il 31 marzo 2012 è stato pubblicato l'album L'altra metà del cielo contenente alcune tra le più famose canzoni di Rossi dedicate alle donne, riarrangiate per l'esecuzione sul palco de La Scala; l'album ha raggiunto subito la prima posizione fra le vendite. Il 4 aprile, alla "prima" de L'altra metà del cielo, ci sono stati sei minuti di applausi finali. Dal 9 giugno al 14 luglio 2012 si è svolta una mostra sulle opere di Vasco in 3D, dal titolo Notte Rossi, presso il Palazzo Isolani di Bologna. Nel frattempo viene pubblicata la canzone La Luna, scritta per Patty Pravo con Gaetano Curreri e uscita il 15 giugno. A giugno il suo storico chitarrista Maurizio Solieri parla del rapporto tra lui e Vasco in un'intervista, cui segue una piccata risposta di Vasco che lascia intendere la fine del rapporto di collaborazione.
L'8 settembre 2012 torna a esibirsi per un mini-concerto a Castellaneta Marina, in provincia di Taranto. Il 14 settembre viene di nuovo ricoverato in clinica per problemi respiratori. Il 27 novembre 2012 esce l'album dal vivo Live Kom 011: The Complete Edition, che debutta direttamente al primo posto della Classifica FIMI Album; in due settimane ottiene il disco d'oro e a dicembre viene certificato disco di platino per le oltre 60 000 copie vendute.

#### 2013-2016:Sono innocentee iLive Kom
Il 21 gennaio 2013 esce il singolo L'uomo più semplice, che raggiunge il primo posto nella classifica di vendite. A marzo, Rossi chiarisce i motivi per cui ha deciso di tornare sulle scene, dicendo, con un filo di ironia, che le sue dimissioni da rockstar non sono state accettate e aggiungendo, un mese più tardi, di aver rischiato di morire a causa di un batterio e di aver pensato anche al suicidio.

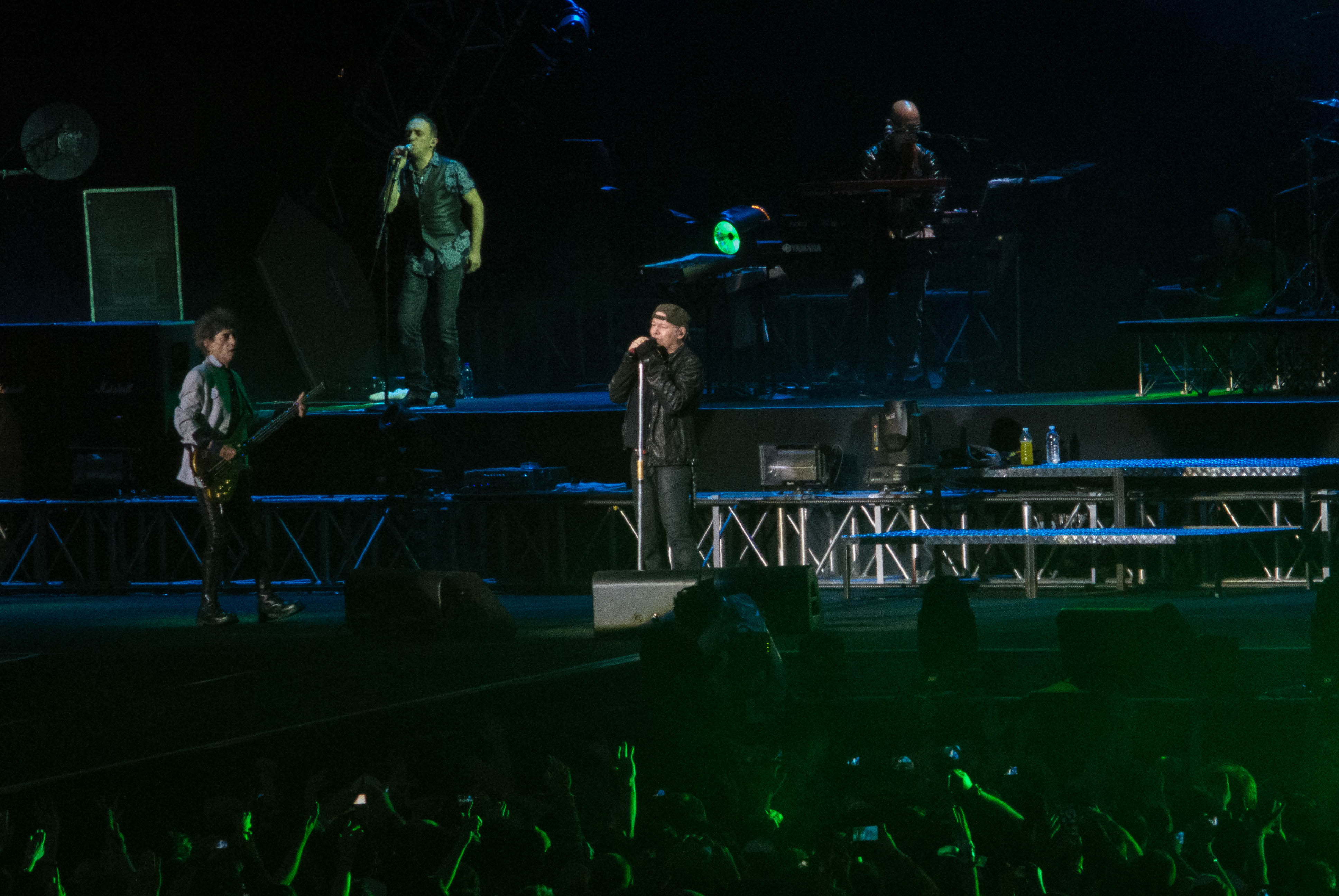
Vasco Rossi in concerto allo stadio Olimpico di Torino nel 2013

Il 9 giugno 2013 prende il via, dallo stadio Olimpico di Torino, il tour Vasco Live Kom '013, che prevede quattro concerti nel capoluogo piemontese e tre allo stadio Renato Dall'Ara di Bologna. Il tour, che segna il ritorno sul palco di Vasco, vede la partecipazione di oltre 271 000 spettatori.
Il 15 ottobre 2013 esce il singolo Cambia-menti, brano che guadagna immediatamente la prima posizione nella classifica dei singoli più venduti in Italia, che sottintende il messaggio "cambia-la-mente" e che offre vari spunti di riflessione attraverso un testo intergenerazionale.
(da Cambia-menti, 2013)
Poco dopo vengono comunicate le date del tour Vasco Live Kom '014, che vede il cantante impegnato allo stadio Olimpico di Roma e allo stadio Giuseppe Meazza di Milano. Alle quattro date inizialmente previste ne vengono poi aggiunte altre tre, per un totale di quasi 400 000 spettatori cumulativi. Il 14 marzo esce il singolo Dannate nuvole, che anticipa l'album in uscita a novembre.
Nell'aprile 2014 Rossi firma un accordo con la casa discografica Universal Records per la pubblicazione dei successivi tre album.
Il 25 giugno 2014 parte il Vasco Live Kom '014. In occasione della preparazione dello show allo stadio Olimpico di Roma, il cantautore annuncia di voler dare alla propria musica una svolta metal, affermando che «a forza di fare rock duro è inevitabile finire nel metal, è una evoluzione naturale». Questo tour raggiunge la cifra di circa 400 000 spettatori, per un incasso certificato di oltre 26 milioni di dollari, entrando al secondo posto nella classifica mondiale "Hot Tours 2014" di Billboard, secondo dopo i Rolling Stones.
Il successivo album di inediti, intitolato Sono innocente, preceduto il 24 ottobre dall'uscita del secondo singolo Come vorrei, presenta sonorità, come già anticipato dal rocker, orientate verso l'heavy metal e rappresenta una sorta di resoconto della carriera artistica in cui il Vasco uomo mette sotto processo la star, arrivando infine ad assolverla.
(da Sono innocente ma..., 2014)
Il disco esce all'inizio di novembre del 2014, sarà il più venduto dell'anno e segna un riavvicinamento con alcuni vecchi collaboratori (il brano Sono innocente ma... presenta come coautori Roberto Casini e Andrea Righi, entrambi ex membri della Steve Rogers Band). Inusuale è anche la presenza di un brano strumentale. Inoltre, tra le tracce bonus, vi si trovano un inedito di Vasco scritto all'età di quindici anni (Marta piange ancora) e una canzone del figlio Luca (L'ape regina), entrambi co-prodotti e arrangiati da Saverio Principini e registrati e mixati agli Speakeasy Studios LA di Los Angeles da Marco Sonzini e lo stesso Saverio Principini. Fra i brani più celebri si ricordano anche Quante volte e Guai.
Nel maggio 2015 la rivista Rolling Stone dedica la copertina a Vasco Rossi e pubblica una sua lunga intervista.
A seguito dell'uscita del nuovo album, il 7 giugno 2015 parte dallo stadio San Nicola di Bari il Vasco Live Kom '015, in cui Vasco torna a esibirsi negli stadi più importanti d'Italia, per un totale di 14 date, tra cui una allo stadio San Paolo di Napoli, dove mancava da undici anni. Il tour è caratterizzato da importanti record di presenze e di spettatori (600 000) e in scaletta, oltre ai nuovi brani del nuovo disco, trovano posto alcuni importanti ripescaggi del passato come Deviazioni, Credi davvero e Gli angeli. Alla fine del tour, Rossi torna in studio per registrare il ritornello del brano Tutti contro tutti, contenuto in Miss nostalgia, nuovo album degli Stadio. Il brano in questione segna, di fatto, il ritorno di Vasco Rossi al duetto con Gaetano Curreri, dopo il brano La faccia delle donne, pubblicato nei primi anni ottanta.
L'11 settembre 2015 presenta al Festival di Venezia il film documentario Il Decalogo di Vasco.
Il 18 marzo 2016 esce Tutto in una notte - Live Kom 015, composto da due CD, due DVD e un Blu-ray, contenente la registrazione del concerto di Napoli, interamente in presa diretta audio e video e montato in cabina di regia da Pepsy Romanoff, già regista del videoclip di Come vorrei.
Dopo un periodo di pausa, il cantante torna sul palco con il Vasco Live Kom '016. Gli organizzatori del Live Kom decidono di compensare la mancanza di Roma tra le date del tour 2015, fissandone una "continuazione" con due date allo stadio Olimpico previste per il 22 e il 23 giugno, poi portate a quattro, con l'aggiunta del 26 e 27 giugno. Questa serie di concerti rappresenta un nuovo primato di date consecutive nello stadio romano, dove Rossi stesso arrivò a tenere tre concerti nel 2014. Per le quattro date vengono venduti complessivamente 205 000 biglietti.

### Modena Park e le attività recenti (dal 2017 a oggi)

#### 2017: i quarant'anni di carriera con la raccoltaVascoNonStope il record di pubblico al Modena Park

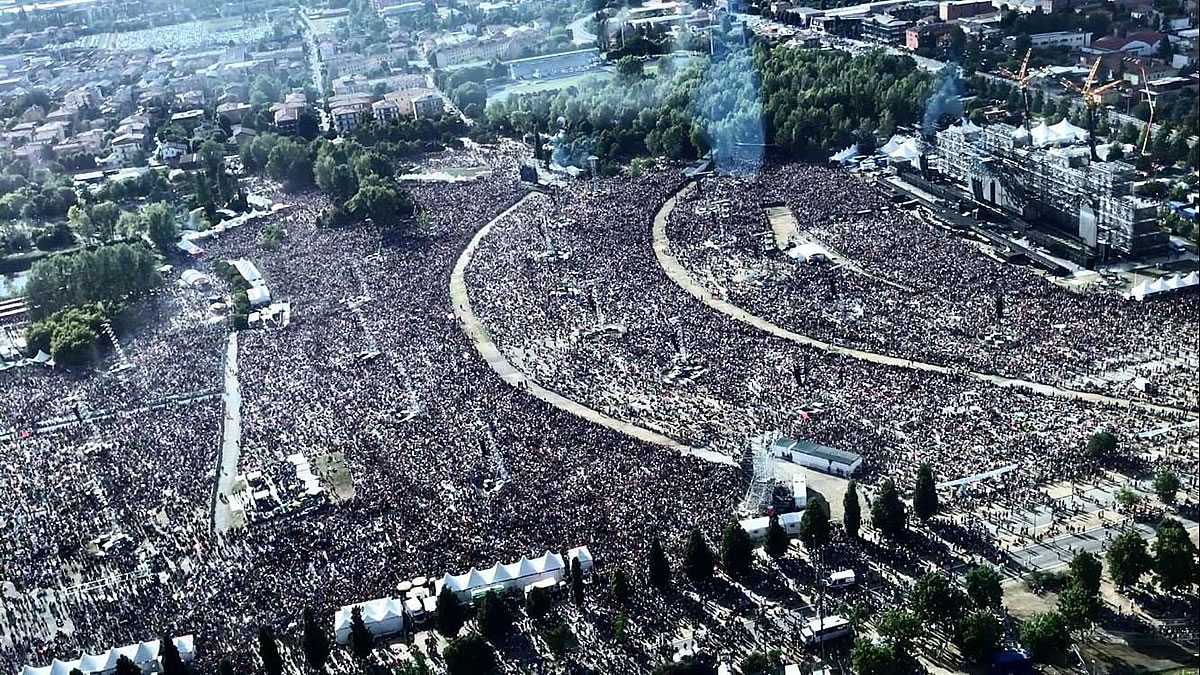
Le oltre 225 000 persone presenti al Modena Park 2017

Durante la promozione dei concerti allo stadio Olimpico di Roma, Vasco annuncia il concerto-evento Modena Park 2017, in programma al parco Enzo Ferrari di Modena il 1º luglio 2017, per celebrare i suoi quarant'anni di carriera. Per promuovere tale evento, l'11 novembre 2016 viene pubblicato il cofanetto VascoNonStop, contenente 69 brani, di cui quattro inediti, compresi i due singoli estratti, Un mondo migliore, pubblicato il 14 ottobre 2016, e Come nelle favole, pubblicato il 14 marzo 2017. I restanti due sono L'amore ai tempi del cellulare e Più in alto che c'è. I quattro inediti verranno inseriti in un CD singolo nel secondo EP del cantante Vasco Modena Park 01 07 17, pubblicato in edizione limitata il 9 giugno 2017 per anticipare l'evento del Modena Park 2017.
Con oltre 225 000 biglietti venduti per il Modena Park 2017, Vasco Rossi ottiene così il record mondiale di spettatori paganti per un singolo concerto, strappando il primato agli A-ha, che nel 1991 a Rio de Janeiro riunirono 198 000 paganti.
Questo concerto sarà anche ricordato per altri record: dagli spettatori televisivi (poco più di 5 milioni) e nei cinema (oltre 50 000 biglietti emessi per seguire l'evento nelle sale) al record dei fan che, pur di essere in prima fila, si accampano al Modena Park già un mese prima dell'evento, come Steve Tomasin di Casarsa della Delizia.
Il 31 luglio 2017 muore improvvisamente Guido Elmi, per quasi quarant'anni produttore discografico e direttore artistico di Vasco Rossi.
Nell'autunno 2017 viene diffusa alla radio come singolo la versione live di Colpa d'Alfredo eseguita al Modena Park 2017. Il 1º dicembre 2017 esce in anteprima in alcuni cinema Vasco Modena Park - Il film, dal 4 al 7 dicembre 2017 distribuito in tutte le sale d'Italia, che ripercorre il giorno di Modena Park 2017, arricchendolo di contenuti inediti e delle riflessioni dello stesso Rossi. Il film è diretto da Pepsy Romanoff e distribuito da QMI Stardust in collaborazione con Universal Music. L'8 dicembre esce il cofanetto Vasco Modena Park, registrazione del concerto modenese del 1º luglio precedente.

#### 2018-2020: iVascoNonStop Livee i due nuovi singoli

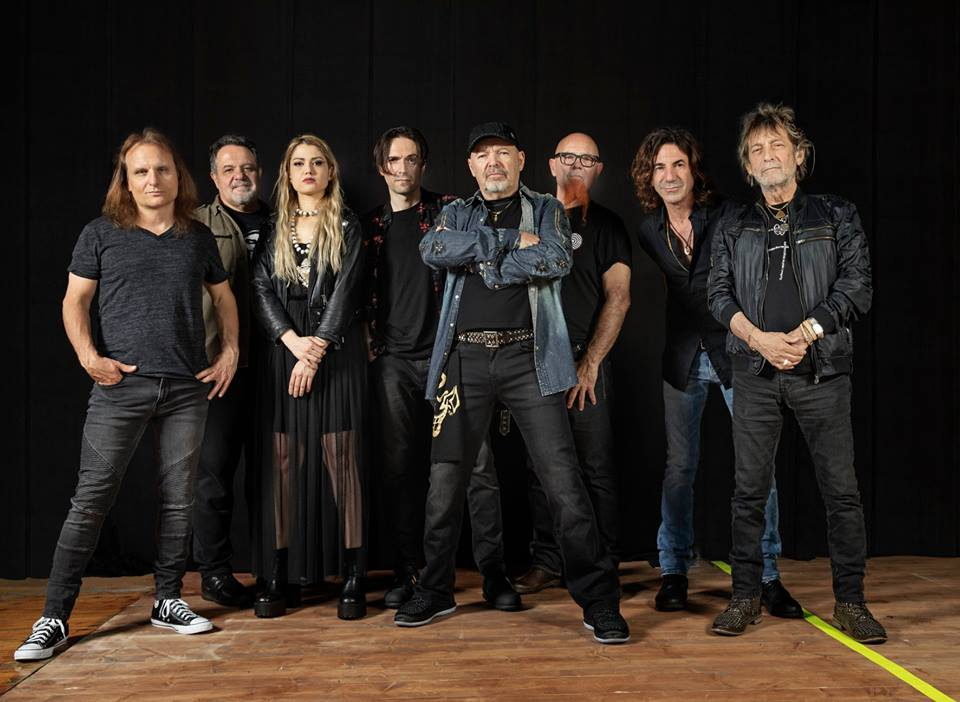
Vasco Rossi con la band dei VascoNonStop Live. Da sinistra: Matt Laug, Frank Nemola, Beatrice Antolini, Vince Pastano, Vasco Rossi, Alberto Rocchetti, Stef Burns, Claudio Golinelli

Il VascoNonStop Live 2018 vede il cantante impegnato negli stadi italiani in undici date nei mesi di maggio e giugno 2018: il bassista Claudio Golinelli, colpito da un malore durante le prove a Lignano Sabbiadoro, viene sostituito da Andrea Torresani (Golinelli è stato comunque presente per suonare il brano Siamo solo noi il 21 giugno a Messina).
Il VascoNonStop Live 2019 comprende sei date allo Stadio San Siro di Milano (nuovo record assoluto di date consecutive nello stadio milanese) e due date alla Fiera di Cagliari. In autunno ritorna in studio di registrazione insieme al produttore Celso Valli, a Nicola Venieri e all'amico Gaetano Curreri per ultimare il singolo intitolato La verità, pubblicato il 16 novembre con videoclip diretto dal regista Pepsy Romanoff.. Il nuovo brano, scritto insieme a Roberto Casini, prende spunto da una poesia scritta dallo stesso Vasco durante il 2011 e pubblicata nel suo libro La versione di Vasco del 2012 ("Viviamo tempi nuovi" è l'incipit della poesia originale). Il 25 ottobre 2019 pubblica il singolo Se ti potessi dire che anticipa l'album live VascoNonStop Live, album che documenta il VascoNonStop Live 2019.
I due VascoNonStop Live registrano complessivamente un'affluenza di oltre 875 000 spettatori e il 25 novembre 2019, esce al cinema il film Vasco Non Stop Live 018+019.
Per l'estate 2020 viene organizzato il VascoNonStop Live Festival, una tournée nei principali festival rock italiani. Tuttavia, a causa delle restrizioni imposte dal governo italiano per limitare il diffondersi della pandemia di COVID-19, il tour viene annullato e riprogrammato per l'estate 2021.
Il 3 agosto 2020 prende parte all'omaggio a Fabrizio De André in Crêuza de mä pe Zêna, rivisatazione del celebre brano del cantautore genovese presentata durante l'inaugurazione del Viadotto Genova San Giorgio.

#### 2021-2024:Siamo qui, iVasco Livee un nuovo singolo
Il nuovo brano di Vasco Rossi, intitolato Una canzone d'amore buttata via, viene presentato il primo giorno dell'anno nel corso del programma televisivo Danza con me, condotto da Roberto Bolle, che sancisce il ritorno dell'artista in televisione, a quindici anni dalla sua ultima apparizione televisiva come ospite. Il 7 gennaio viene pubblicato il video ufficiale della canzone e viene annunciata la data di pubblicazione del nuovo album composto da 10 brani inediti, che uscirà il 12 novembre 2021.
Nell'aprile 2021 i concerti programmati per giugno, già posticipati di un anno nel 2020, sono rimandati al 2022 a causa del perdurare dell'emergenza sanitaria provocata dalla pandemia, mentre l'agenzia Live Nation comunica che le nuove date non faranno più parte del calendario dei festival a cui appartenevano, anche se si svolgeranno negli stessi luoghi.
Il 15 ottobre viene pubblicato il secondo singolo estratto dal nuovo album, la title-track Siamo qui, insieme al visual video della canzone, mentre il 20 ottobre viene pubblicato il video ufficiale diretto da Pepsy Romanoff.
L'autore stesso spiega che la title-track è ispirata alla condizione umana e ai suoi problemi, derivanti dall'essere in una civiltà che pensa solo al profitto e in cui la tecnologia non è più al servizio dell'uomo ma è esclusivamente al servizio di se stessa, aggiungendo che è il brano attorno a cui è stato costruito l'intero disco e nel quale l'artista si rivolge a un alter ego, che rappresenta la sua parte oscura e onirica.
(da Siamo qui, 2021)
Il 12 novembre 2021 esce Siamo qui, suo diciottesimo album in studio, definito dal critico Massimiliano Perrotta un lavoro riuscito e variegato, e che guadagna dopo soli sette giorni la prima posizione degli album più venduti in Italia e la top 5 degli album più scricati al mondo su iTunes, consentendo a Rossi il raggiungimento di un nuovo primato: essere primo in classifica degli album più venduti in 5 decenni differenti.
Il 22 marzo 2022 vien resa nota la collaborazione del rocker con il rapper Marracash, che sarà ospite speciale nella nuova versione del brano La pioggia alla domenica, pezzo contenuto nell'ultimo album del cantautore Siamo qui. Marracash già aveva campionato l'arpeggio di chitarra de Gli angeli nel suo brano Io, ottenendo le congratulazioni da parte dello stesso Vasco. I due artisti decidono di devolvere i proventi del singolo, pubblicato il 25 marzo, a Save the Children, l’organizzazione che da oltre 100 anni lotta per salvare le bambine e i bambini a rischio e garantire loro un futuro, a favore dei piccoli coinvolti nella guerra in Ucraina.
Il 20 maggio parte da Trento il Vasco Live 2022, composto da 11 date che termineranno il 30 giugno a Torino.
Il 10 giugno 2022 esce il singolo L'amore l'amore, il cui video è stato girato durante la prima tappa del tour, anche nella versione remix del duo musicale tedesco Twocolors.
Il Vasco Live 2022 raduna oltre 700 000 spettatori registrando sold out in tutte e 11 le date del tour.
Dopo aver conquistato il primo posto per il maggior numero di spettatori conseguito negli ultimi live, il 14, 15 e 16 novembre 2022 esce in anteprima solo nei cinema il film documentario Vasco Live Roma Circo Massimo, che uscirà anche in versione 2CD Live, doppio Dvd, Blu-ray e vinile il 25 novembre. il 21 ottobre 2022 esce il singolo Patto con riscatto già incluso nell'ultimo album in studio del cantautore.
L'8 novembre 2022 il cantante rende note le date del nuovo tour, definendolo una prosecuzione di quello precedente, che si terrà negli stadi di Bologna, Roma, Palermo e Salerno con doppio appuntamento per ogni città. Il 25 novembre, a causa della grande richiesta (venduti 260 000 biglietti nelle prime quattro ore dall'apertura delle prevendite), vengono aggiunte altre due date a Bologna.
Il 2 giugno 2023 inizia il tour del cantautore dallo Stadio Romeo Neri. A Salerno, con le 2 date sold-out del 28 e del 29 giugno 2023, termina il Vasco Live 2023, evento che ha riunito più di 450 000 persone nelle 11 date previste.
A settembre del 2023 è presente nel docufilm dedicato a Enzo Jannacci, del regista Giorgio Verdelli, Enzo Jannacci - Vengo anch'io, dove racconta di un episodio che lo lega al cantautore milanese. Sempre nel mese di settembre annuncia l'uscita di una docuserie in cinque puntate su Netflix che ripercorre le molte storie che stanno dietro le sue canzoni e la contestuale uscita di un nuovo singolo dal titolo Gli sbagli che fai, pubblicato il 27 settembre.
Il 29 dicembre 2023 la Gazzetta Ufficiale della Repubblica Italiana pubblica la notizia del conio di una moneta dal valore di cinque euro dedicata al brano del cantautore Albachiara. Emessa a giugno 2024, sarà successivamente eletta "moneta dell'anno" dopo un sondaggio lanciato dall'Istituto Poligrafico e Zecca dello Stato.
Il 7 giugno 2024 inizia il Vasco Live 2024, che comprende sette date allo Stadio San Siro di Milano (nuovo record assoluto di date consecutive nello stadio milanese, portando a 36 le volte che il rocker si è esibito al Meazza in carriera, altro record assoluto) e quattro date allo Stadio San Nicola di Bari. Il tour raduna oltre 600 000 spettatori registrando sold out in tutte le date.
Il 6 dicembre 2024 esce l'album dal vivo Va Bene, Va Bene Così Live + Live Unreleased, contenente le versioni rimasterizzate del disco originale del 1984 più 10 tracce tratte dal primo live del 1983 mai pubblicate prima.

#### 2025
Il 7 marzo 2025 esce l'album dal vivo Vasco Live Milano Sansiro, contenente inoltre un film documentario relativo ai 7 concerti tenuti dal cantautore allo Stadio Giuseppe Meazza di Milano nel giugno 2024.
ll 31 maggio 2025 comincia dallo Stadio Olimpico di Torino il Vasco Live 2025, che si protrarrà per altre 11 date radunando oltre 610 000 spettatori. Una menzione d'onore va al suo concerto del 17 giugno nello Stadio Diego Armando Maradona in cui omaggia Pino Daniele cantando il brano Je so' pazzo.

## Vita privata
Vasco Rossi ha tre figli: Davide, nato il 24 aprile 1986 dalla relazione con Stefania Trucillo; Lorenzo, nato il 5 giugno 1986 dalla relazione con Gabriella Sturani; Luca, nato il 17 giugno 1991 dalla relazione con Laura Schmidt.
Il primogenito Davide è attore e disc jockey. Il secondo è un conduttore radiofonico, mentre il terzo risulta, in base ai registri della SIAE, coautore di diverse canzoni; a lui è stata dedicata la canzone Benvenuto, contenuta nell'album Nessun pericolo... per te, mentre il brano Canzone, contenuto nell'album Vado al massimo, è dedicato al padre di Vasco Rossi, prematuramente scomparso. La canzone Gabri, contenuta nell'album Gli spari sopra, è dedicata alla madre di Lorenzo, mentre la canzone Laura, contenuta in Canzoni per me, non è dedicata a Laura Schmidt.
Vasco Rossi ha cinque nipoti: Romeo e i gemelli Alessandro e Leonida, figli di Davide, e Lavinia e Lucrezia, figlie di Lorenzo.
Nel 1979 viene riformato dal servizio militare per uso di psicofarmaci.

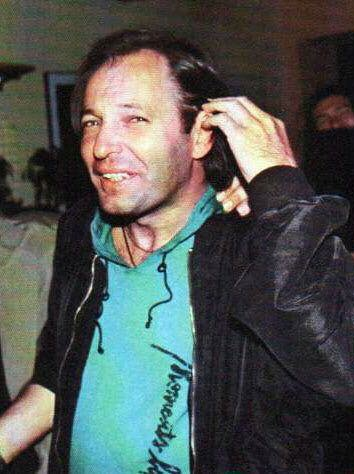
Vasco Rossi nel 1991

Tra le relazioni sentimentali degli anni ottanta, una è stata intrattenuta con la conduttrice televisiva Barbara D'Urso, che ha anche sostenuto che due canzoni di Vasco Rossi, Brava e Incredibile romantica, sarebbero dedicate a lei, circostanza, questa, smentita dallo stesso cantautore. In realtà, i due brani, insieme alla canzone Io no..., si riferiscono a Paola Panzacchi, sua prima fidanzata (successivamente Vasco, in un'intervista del 2024, dichiarerà che tutte le sue canzoni con testi contro le donne sono state ispirate da lei). Ha avuto anche un'amicizia pluriennale con il commerciante e artigiano Luigi De Marco, capo della loggia massonica "Lando Conti" di Cosenza.
Da sempre anarchico, è un sostenitore del Partito Radicale di Marco Pannella e della legalizzazione delle droghe. Nel maggio 2009 s'è iscritto al Partito Radicale per la 23ª volta consecutiva. Nel 2000 era proprietario di una scuderia motociclistica privata collegata ad Aprilia Racing, la Vasco Rossi Racing, che vinse il campionato del mondo e il pilota che la guidava era Roberto Locatelli. Possiede il 90% di una società di charter. Rossi non ha mai nascosto la propria simpatia per la squadra di calcio dell'Inter.
Vasco Rossi è ateo e favorevole all'eutanasia, come ha dichiarato nel 2011, in occasione dell'uscita dell'album Vivere o niente, suscitando pesanti critiche da parte della Chiesa cattolica e del giornalista Marcello Veneziani, a cui Rossi ha risposto sottolineando come il linguaggio delle canzoni non sia quello usato dai professori di filosofia, che finirebbero per dare significati completamente opposti ai concetti espressi, arrivando, a suo dire, a prendere veri e propri abbagli.
Da sempre contrario alla beneficenza pubblicizzata, Vasco non ha mai preso parte a nessun evento benefico ufficiale, rifiutando, negli anni, ogni invito di partecipazione al Pavarotti & Friends e alle iniziative della nazionale italiana cantanti.
Nel 2003, dopo aver effettuato il test del DNA, ha riconosciuto il figlio Lorenzo, suo secondogenito.
Nel 2004 la scrittrice Fernanda Pivano, tramite la rivista Vanity Fair, ha dedicato una «lettera d'amore» a Vasco Rossi.
L'11 maggio 2005 la IULM di Milano gli conferisce la laurea honoris causa in scienze della comunicazione, che il cantautore dedica alla madre e agli studi universitari a suo tempo interrotti.
Nel settembre 2006 ha annunciato pubblicamente che non avrebbe più ceduto i diritti delle sue canzoni per gli spot pubblicitari. La decisione di cederli è stata per sua stessa ammissione un errore. 
Vasco Rossi ha sostenuto nella campagna elettorale per le elezioni politiche in Italia del 2006 la lista della Rosa nel Pugno (concedendo l'utilizzo della canzone Siamo solo noi come colonna sonora dello spot del partito) e ha finanziato la coalizione L'Unione. È la prima volta che il rocker prende una posizione politica netta: in passato si era limitato a mostrare simpatia per le lotte abolizioniste di Marco Pannella, acquisendo la tessera dei Radicali e prestando, nei primi anni ottanta, il suo volto ad alcune campagne antiproibizioniste.
Nel maggio del 2008 è stato nominato cittadino onorario della città di Genova dal Sindaco Marta Vincenzi, in quanto ha omaggiato i genovesi durante la "data 0" del Vasco.08 Live in concert. Inoltre, ha ricevuto a titolo onorifico la tessera che dà libero accesso agli oratori della diocesi di Genova.
Nel febbraio 2010 Vasco, tramite i propri avvocati, ha chiesto al sito satirico Nonciclopedia di cancellare la pagina a lui dedicata, ritenendola diffamatoria; nell'agosto e settembre 2011 alcuni amministratori del sito sono stati convocati dalla polizia postale per la questione. Per protesta, il 3 ottobre 2011 gli amministratori di Nonciclopedia hanno sospeso il servizio di propria iniziativa. Il giorno seguente il sito è stato ripristinato privo della voce su Vasco, contestualmente alla promessa di ritiro della querela.
Appassionato di danza classica, nell'ottobre del 2011, insieme a Stefano Salvati, fonda l'associazione culturale Vasco Rossi Dancing Project. Nel dicembre del 2011 dona 75 000 euro all'Università degli Studi di Bologna per sostenere la ricerca (triennale) sui biofilm microbici, principali responsabili di varie forme infettive.
Nel 2011, dopo un ricovero in clinica, tramite la propria pagina Facebook confessa ai fan di soffrire di depressione e di assumere da tempo un cocktail di antidepressivi, psicofarmaci e ansiolitici studiato da un'équipe di medici, che gli assicurano un equilibrio accettabile. Dopo questa confessione, iniziano a rincorrersi voci su un possibile ritiro dalle scene, smentito poco tempo dopo dallo stesso cantante. Al 2011 Vasco Rossi risulta essere residente a Bologna, di cui è il primo contribuente.
Il 7 luglio 2012, dopo venticinque anni di convivenza, sposa a Zocca la compagna Laura Schmidt.
Il 29 maggio 2014 riceve il riconoscimento di "cittadino onorario della Puglia creativa" dal presidente della regione Nichi Vendola.
Nel 2015, dopo aver optato per un tipo di beneficenza individuale e senza clamori, piuttosto che prendere parte al concerto Italia Loves Emilia, organizzato allo scopo di raccogliere fondi per aiutare le popolazioni colpite dal terremoto dell'Emilia, riceve la cittadinanza onoraria di Finale Emilia da parte del sindaco della città.
Il 17 gennaio 2018 riceve dal sindaco Gian Carlo Muzzarelli la cittadinanza onoraria della città di Modena.
Il 27 gennaio 2019, presso la Prefettura di Modena, viene conferita la Medaglia d'onore al padre di Vasco Giovanni Carlo Rossi, internato nei lager militari tedeschi durante la seconda Guerra Mondiale. Nella circostanza il cantautore si dichiara orgoglioso, fiero e commosso.
Nel 2019 la Rai gli propone la direzione artistica del Festival di Sanremo, ma Rossi la rifiuta.
Nel 2020, per combattere la pandemia di COVID-19, effettua una donazione in favore della fondazione Sant'Orsola-Malpighi di Bologna. Successivamente, in risposta a una lettera inviatagli da Cesare Cremonini, confessa di essere sopravvissuto nel 2011 a tre malattie mortali che lo hanno portato più volte in coma.
Il 16 dicembre 2020 riceve dal sindaco di Bologna Virginio Merola il Nettuno d'oro, massimo riconoscimento conferito dalla città, e il 21 dicembre gli viene assegnato il Premio Tenco alla carriera.
L'8 settembre 2021 riceve la cittadinanza onoraria di Castellaneta da parte del consiglio comunale.
L'11 aprile 2022 gli viene consegnata la nuova versione del Telegatto come riconoscimento al merito per essere un simbolo della musica italiana che rappresenta un ponte tra generazioni di fan.
Il 9 novembre 2022 riceve in Campidoglio dal sindaco di Roma Roberto Gualtieri la Lupa capitolina.
Il 27 marzo 2024 muore a 56 anni Gabriella Sturani, madre di Lorenzo, secondogenito di Vasco.
Il 17 aprile 2024, presso il Vittoriale degli Italiani, ritira il XV Premio del Vittoriale consegnatogli dal Presidente della Fondazione Giordano Bruno Guerri.
Il 5 giugno 2024, riceve a Milano la Pergamena della Città conferitagli dal sindaco Beppe Sala.
Il 9 giugno 2025, riceve le Chiavi della città di Firenze dalla sindaca Sara Funaro presso il Salone dei Cinquecento.

## Stile musicale
Lo stile di Vasco Rossi ha attraversato diversi periodi storici della musica italiana, con una costante evoluzione e maturazione.
Dopo l'esordio discografico con un album di stampo cantautorale, comincia un percorso rock meno ortodosso che lo vede proporsi prevalentemente in modo edonista, iconoclasta, scorretto, libertario e anticonformista, soprattutto tramite la carica fortemente espressiva dei testi (memorabili sono Colpa d'Alfredo, Fegato, fegato spappolato, Sono ancora in coma, Sensazioni forti, Portatemi Dio e Siamo solo noi).
Successivamente lo stile si fa più riflessivo e disilluso, ma mantenendo invariata la propria autenticità, con continui riferimenti a donne, figli (Benvenuto), amici che perdono la vita (dedica una struggente Gli Angeli al manager Maurizio Lolli morto nel 1994) e tematiche esistenzialiste (Liberi liberi, Vivere, ...Stupendo, Gli angeli, Un senso, Il mondo che vorrei, Vivere o niente e Siamo qui) o sociali come il ribellismo (C'è chi dice no), la discriminazione (Mi si escludeva), l'abuso di potere (Gli spari sopra) e l'ipocrisia (Basta poco).
Nel prosieguo della carriera Vasco Rossi tende a consolidare il suo stile, sempre per mezzo di testi diretti e spontanei, alternando brani rock molto potenti a ballate romantiche senza soluzione di continuità.

## Controversie

### Polemica con Luciano Ligabue
L'inizio dell'incrinatura tra Vasco e Ligabue risale al 1999 quando Massimo Riva, chitarrista e amico di Vasco, morì la notte del 31 maggio a causa di una crisi respiratoria a seguito di un'iniezione di eroina.
Pochi giorni dopo, mentre presentava all'Università IULM di Milano il suo primo film Radiofreccia (che verteva proprio sul tema dell'avvento dell'eroina), Ligabue disse: «Negli anni settanta non avevamo molte informazioni. Il pensiero comune era che si potesse smettere quando si voleva. Per i musicisti rock c'è ancora oggi l'alibi dello scotto da pagare per fare musica. Perciò secondo il galateo della perfetta rockstar, io che non mi drogo sarei fuori target».. Vasco, molto colpito e risentito di queste frasi in un momento come quello, dichiarò: «È morto un amico e invece del silenzio... c'è chi, per accrescere la propria credibilità, ha scelto di "speculare" lanciando anzitempo inutili messaggi moralizzatori». Ligabue replicò pochi giorni dopo scusandosi e affermando che le sue dichiarazioni non erano in mala fede.
Nell'estate 2011 Vasco attacca pubblicamente Ligabue, postando sui suoi social uno stralcio di un'intervista rilasciata a Red Ronnie in cui definisce il collega "Un bicchiere di talento in un mare di presunzione", per poi chiudere definitivamente la diatriba l'anno seguente considerando ogni paragone tra le due carriere fuori luogo.

### Affermazioni del 2012
Nel 2012 Vasco ha attaccato pubblicamente alcuni suoi colleghi, tra i quali Baglioni, Pelù e Minghi, postando una serie di commenti piuttosto irriverenti sul suo profilo Facebook.

## Procedimenti giudiziari

### Detenzione di sostanze stupefacenti

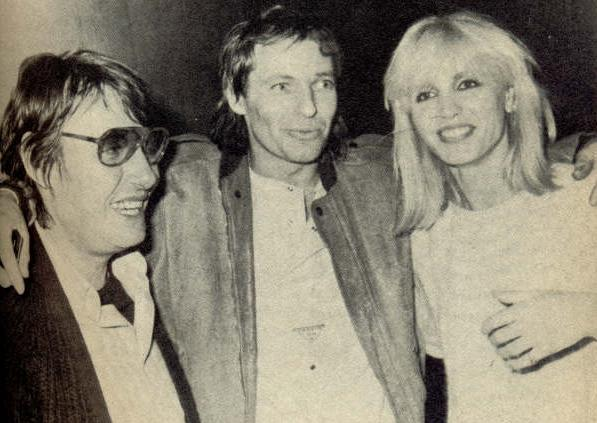
1984: Fabrizio De André e Dori Ghezzi visitano Vasco in carcere

Il 20 aprile 1984, nell'ambito di un'inchiesta condotta dai magistrati di Ancona su un vasto traffico di stupefacenti tra l'Emilia-Romagna, le Marche e la Calabria, il rocker viene fermato in una discoteca nei pressi di Bologna e arrestato. Dopo una perquisizione in un casolare di Casalecchio, dove abita insieme ad altri componenti della sua band, Rossi consegna spontaneamente 26 grammi di cocaina ai carabinieri. Trascorre 22 giorni di prigione (di cui 5 in isolamento) presso il carcere di Rocca Costanza a Pesaro, con l'accusa di detenzione di cocaina e spaccio non a scopo di lucro. Del panorama musicale italiano soltanto Fabrizio De André e Dori Ghezzi danno pieno sostegno al cantante, visitandolo in carcere.
In un'intervista del 25 aprile 1984, e così pure in quella del 1985 trasmessa su Tv Svizzera Italiana, Vasco ha detto riguardo a questa vicenda giudiziaria che credeva che l'uso personale di droga non fosse punibile dalla legge.
Il 12 maggio, Vasco ottiene la libertà provvisoria e successivamente nel giugno 1985 lo stralcio della sua posizione dal maxi-processo in cui avrebbe dovuto essere imputato con altre 57 persone tutte accusate di traffico di droga.
Il 6 dicembre 1989 viene scagionato dall'accusa di spaccio, ma condannato per detenzione di sostanze stupefacenti a due anni e otto mesi con la condizionale e al pagamento di un'ammenda di 2 milioni e 800 000 lire.

### Detenzione e porto illegale di armi
Il 1º luglio 1988 viene arrestato mentre da solo a bordo della sua BMW procede ad alta velocità sulla A14 con a bordo un grammo e mezzo di cocaina, uno sfollagente e una pistola lanciagas. Due giorni dopo gli viene concessa la libertà provvisoria e viene rilasciato, ma sarà successivamente processato per detenzione e porto illegale di armi.

## Discografia

### Album in studio
- 1978 – ...Ma cosa vuoi che sia una canzone...
- 1979 – Non siamo mica gli americani!
- 1980 – Colpa d'Alfredo
- 1981 – Siamo solo noi
- 1982 – Vado al massimo
- 1983 – Bollicine
- 1985 – Cosa succede in città
- 1987 – C'è chi dice no
- 1989 – Liberi liberi
- 1993 – Gli spari sopra
- 1996 – Nessun pericolo... per te
- 1998 – Canzoni per me
- 2001 – Stupido hotel
- 2004 – Buoni o cattivi
- 2008 – Il mondo che vorrei
- 2011 – Vivere o niente
- 2014 – Sono innocente
- 2021 – Siamo qui

### Album dal vivo
- 1984 – Va bene, va bene così
- 1990 – Fronte del palco
- 1991 – Vasco Live 10.7.90 San Siro
- 1999 – Rewind
- 2010 – Vasco London Instant Live (04.05.2010)
- 2012 – Vasco Live Kom 011: The complete edition
- 2017 – Vasco Modena Park
- 2019 – VascoNonStop Live
- 2025 – Vasco Live Milano Sansiro

### Raccolte
- 1997 – Rock
- 2002 – Tracks
- 2009 – Tracks 2 - Inediti & rarità
- 2012 – L'altra metà del cielo
- 2016 – VascoNonStop
- 2023 – Il supervissuto - OST

## Concerti e tour
- 1977 – Tour 1977
- 1978 – Tour 1978
- 1979 – Tour 1979
- 1980 – Colpa d'Alfredo Tour
- 1981 – Siamo solo noi Tour
- 1982 – Vado al massimo Tour
- 1983 – Bollicine Tour
- 1984 – Va bene, va bene così Tour
- 1985 – Cosa succede in città Tour
- 1987 – C'è chi dice no Tour
- 1989 – Blasco Tour
- 1990/91 – Fronte del palco Tour
- 1993 – Gli spari sopra Tour
- 1995 – Rock sotto l'assedio

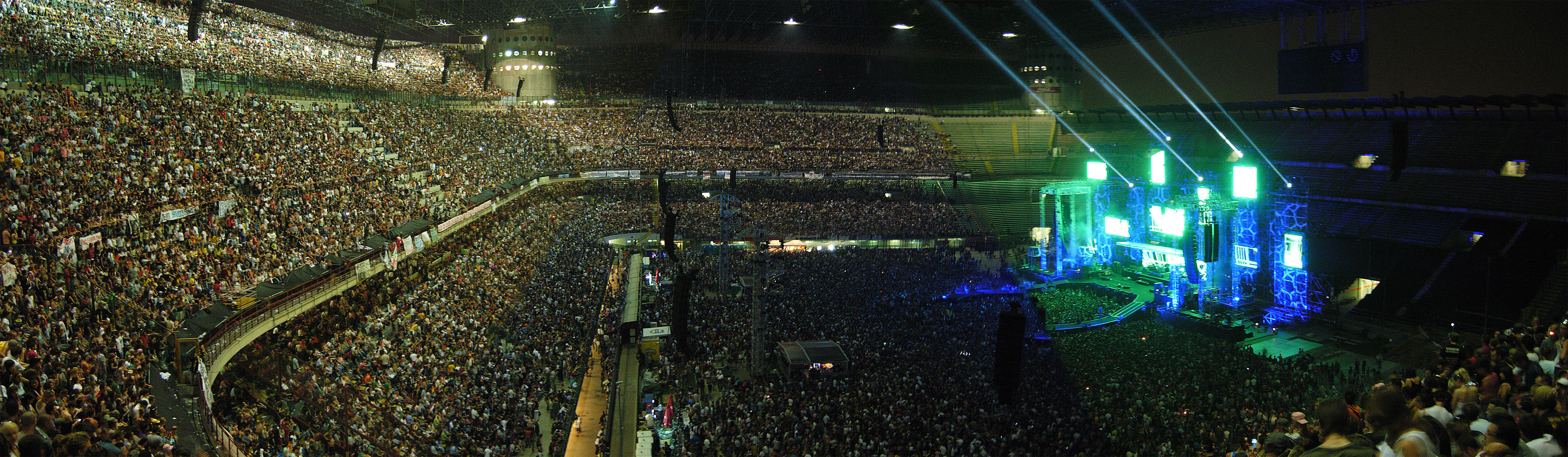
Concerto di Vasco Rossi allo Stadio San Siro di Milano

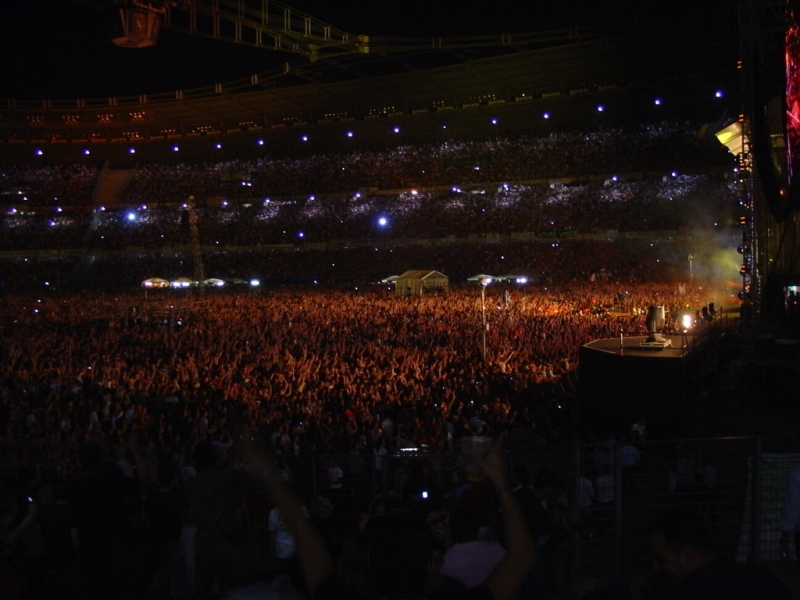
Concerto di Vasco Rossi allo Stadio delle Alpi di Torino

- 1996 – Nessun pericolo per te tour
- 1997 – World Wide Tour
- 1998 – Autodromo Enzo e Dino Ferrari di Imola
- 1999 – Rewind Tour
- 2001 – Stupido Hotel Tour
- 2003 – Vasco@SanSiro'03
- 2004/05 – Buoni o cattivi Tour
- 2004 – Vascstock 2004
- 2007 – Vasco Live 2007
- 2008 – Vasco.08 Live in concert
- 2009/10 – Tour Europe indoor
- 2011 – Vasco Live Kom '011
- 2013 – Vasco Live Kom '013
- 2014 – Vasco Live Kom '014
- 2015 – Vasco Live Kom '015
- 2016 – Vasco Live Kom '016
- 2017 – Modena Park 2017
- 2018 – VascoNonStop Live 2018
- 2019 – VascoNonStop Live 2019
- 2022 – Vasco Live XXII
- 2023 – Vasco Live Giugno_023
- 2024 - Vasco Live Giugno_024
- 2025 - Vasco Live Duemilaventicinque
- 2026 - Vasco Live 2026

## Formazione

### Dal vivo

#### Gruppo attuale
- Stef Burns – chitarre (1993-presente)
- Vince Pastano – chitarre (2014-presente)
- Andrea Torresani – basso (2018-presente)
- Claudio Golinelli (Il Gallo) – basso (1979-1987, 1993-1997 e 1997-2017, dal 2019 come guest)
- Donald Renda - batteria  (2024-presente)
- Alberto Rocchetti – tastiere (1989-presente)
- Antonello D'Urso – programmazione, chitarre acustiche, cori (2023-presente)
- Roberta Montanari – cori (2023-presente)
- Andrea Ferrario - sassofono (2019-presente)
- Roberto Solimando - trombone (2019-presente)
- Tiziano Bianchi - tromba (2019-presente)

#### Ex componenti band

##### Chitarre
- Maurizio Solieri – chitarra (1978-1987, 1991-1995, 1999-2014, e 2017 come ospite al Modena Park)
- Massimo Riva – chitarra (1978-1987, 1995-1999)
- Davide Devoti – chitarra (1989-1991, 1995)
- Andrea Braido – chitarra (1989-1993, 1998 e 2017 come ospite al Modena Park)
- Nando Bonini – chitarra (1993-1996)
- Teddy Castellucci - chitarra (1997)
- Riccardo Mori – chitarra acustica (2004-2005)
- Mattia Gualeni - chitarra (2019)

##### Basso
- Claudio Zavoli – basso (1979)
- Bruno Corticelli – basso (1979)
- Andrea Righi – basso (1980-1983)
- Paul Martinez – basso (1989-1990)
- Lorenzo Poli – basso (1991)
- Davide Romani – basso (1997-1998)

##### Batteria
- Arcangelo Cavazzuti – batteria (1979)
- Roberto Casini – batteria (1979-1983)
- Daniele Tedeschi – batteria (1984-1995)
- Deen Castronovo – batteria (1996-1997)
- Jonathan Moffett - batteria (1998-1999)
- Paolo Valli - batteria (1998, 2012)
- Kenny Aronoff – batteria (2001)
- Mike Baird – batteria (2001-2005)
- Will Hunt – batteria (2014-2016)
- Glen Sobel – batteria (2010)
- Matt Laug – batteria, percussioni (2007-2014, 2017-2023)

##### Tastiere
- Gaetano Curreri – tastiere (1979, 2017)
- Massimo Testa – tastiere (1979)
- Mimmo Camporeale – tastiere (1980-1987)
- Celso Valli – tastiere (1998)

##### Sax
- Rudy Trevisi – sassofono (1980-1984)
- Alan King - sassofono (1983) live
- Andrea Innesto detto Cucchia – sassofono (1985-2017)

#### Tromba
- Frank Nemola – programmazione, tastiere, tromba, cori (1998-2022)

##### Cori
- Auro Lugli – cori (1979)
- Sergio Silvestri – cori (1979)
- Clara Moroni – cori (1996-2017)
- Beatrice Antolini – cori (2018-2022)

### Studio
- Gaetano Curreri - tastiera (1978, 1979, 1980, 1981), pianoforte (1982)
- Giovanni Oleandri - basso (1978)
- Gilberto Rossi - batteria, percussioni (1978)
- Enzo Troiano - chitarra elettrica (1978)
- Giovanni Pezzoli - batteria (1978, 1979), percussioni (1979)
- Maurizio Solieri - chitarra (1978, 1979, 1980, 1981, 1982, 1983, 1985, 1987, 1989, 1993, 2002, 2004), mandolino, cembalo (1979), tastiera (1985)
- Paolo Giacomoni - violino (1978)
- Dino Melotti - sax, flauto (1978)
- Lauro Minzoni - flauto, percussioni (1978)
- Riccardo Bellei - cori (1978)
- Iskra Menarini - cori (1978)
- Ricky Portera - cori (1978)
- Antonio Mancuso - tastiera (1979)
- Massimo Riva - chitarra (1979, 1981, 1982, 1983, 1985, 1987), cori (1979, 1980, 1987)
- Gian Emilio Tassoni - basso, contrabbasso (1979)
- Sandro Comini - trombone (1979, 1982)
- Rudy Trevisi - sax (1979, 1982, 1983, 1985, 1987, 1989), clarino (1979), percussioni (1982, 1983, 1985, 19871989), congas (1987), tastiera, (1987, 1989), batteria (1987), tamburo (1989), batteria elettronica (1989)
- Auro Lugli - cori (1979, 1980)
- Guido Elmi - chitarra (1980, 1983, 1987, 1996), percussioni (1980, 1981, 1996), congas (1987), tastiera, programmazione (1996)
- Glauco Zuppiroli – basso, contrabbasso (1980)
- Bruno Corticelli – basso, contrabbasso (1980)
- Roberto Costa – basso (1980), sintetizzatore [Minimoog] (1983)
- Enzo Feliciati – tastiera (1980), tromba (1982)
- Arcangelo Cavazzuti – batteria (1980)
- Andrea Righi - basso (1981, 1982)
- Roberto Casini - batteria (1981, 1982)
- Romano Trevisani - chitarra (1981, 1983)
- Fio Zanotti - tastiera (1981, 1987), organo Hammond (1981), pianoforte (1981), sintetizzatore, (1985), fisarmonica (1993)
- Mimmo Camporeale - tastiera (1981, 1982)
- Claudio Golinelli - basso (1981, 1983, 1985, 1987, 1989, 1993, 2002, 2011)
- Lele Melotti - batteria (1981, 1982, 1983, 1985, 1987, 1989, 1993,1997,2002, 2007, 2008)
- Mauro Gherardi - batteria (1982, 1983)
- Pier Michelatti - basso (1982)
- Tullio Ferro - chitarra (1982, 1989, 1993), cori (1987, 1989, 1993), tastiera (1996)
- Davide Romani - basso (1982, 1983, 1985, 1987, 1989, 1993, 1996)
- Michael Fraser - pianoforte (1982, 1983), ARP String Ensemble (1983)
- Maurizio Biancani - programmazione, elettronica (1982), sintetizzatore (1982, 1983)
- Rossana Casale - cori (1982)
- Lella Esposito - cori (1982, 1983)
- Mauro Pagani - archi (1982)
- Luigi Tonet - programmazione, sintetizzatore (1983)
- Vincenzo Muré - sintetizzatore [Prophet] (1983)
- Ernesto Vitolo - pianoforte (1983, 1985), sintetizzatore (1983), organo Hammond (1985, 1993), tastiera (1993)
- Aldo Banfi - programmazione, sintetizzatore (1983)
- Dodi Battaglia - chitarra (1983, 1984, 1985)
- Giulia Fasolino - cori (1983)
- Wanda Radicchi - cori (1983)
- Silvio Pozzoli - cori (1983, 1993, 1996, 2001, 2004, 2008)
- Paolo Gianolio - chitarra (1985, 1989, 1996, 1998), basso (1989)
- Joe Amoruso - pianoforte (1985)
- Antonella Pepe – cori (1989)
- Simona Pirone – cori (1989)
- Antonio Biolcati – cori (1989)
- Daniela Grifoni – cori (1989)
- Mauro Palermo – chitarra (1989)
- Ignazio Orlando – basso (1989)
- Gregg Bissonette - batteria (1993, 1996)
- Randy Jackson - basso (1993, 1996)
- Stefano Ropele - batteria (1994)
- Jonathan Cain - tastiera, fisarmonica, organo Hammond (1993)
- Andrea Braido - chitarra (1993, 1996, 1997)
- Daniele Tedeschi - batteria (1993)
- Luca Testoni - chitarra (1993)
- Steve Farris - chitarra (1993, 1996)
- Vinnie Colaiuta - batteria (1993, 1996, 1998, 2001, 2004, 2008, 2011, 2014)
- Luca Bignardi - programmazione, basso (1993, 1996, 1998, 2001, 2004, 2008)
- Paulinho Da Costa - percussioni (1993)
- Stephen Hart - chitarra acustica, chitarra elettrica (1993)
- Stefano Bertonazzi - tastiera (1993)
- Pino Daniele - assolo chitarra e cori (1993)
- Clara Moroni - cori (1993, 1996)
- Nando Bonini - cori (1993, 1996)
- Alessandro Magri - tastiera (1996, 1998), programmazione, organo Hammond (1996), direzione archi (1998)
- Michael Landau - chitarra (1996, 1998)
- Nicola Venieri - tastiera, programmazione (1996)
- Matt Bissonette - basso (1996)
- Celso Valli - tastiera, pianoforte, organo Hammond (1996)
- Stef Burns - chitarra elettrica (1996, 1998, 2001, 2004, 2008, 2014)
- Tony Levin - basso (1998)
- Paolo Valli - batteria (1998)
- Bruce Dekov - archi (1998)
- Joel Derouin - archi (1998)
- Evan Wilson - archi (1998)
- Larry Corbett - archi (1998)
- Saverio Principini – basso, chitarra, tastiera, percussioni, sintetizzatore, timpano, cori (2011, 2014)
- Massimo Varini - chitarra (2008, 2011)
- Peppino D'Agostino - chitarra (2011)
- Dean Parks - chitarra
- Tim Pierce - chitarra
- Giacomo Castellano - chitarra (2004)
- Simone Sello - chitarra, archi, cori, programmazione (2008, 2011, 2014)
- Mattia Tedesco - chitarra (2014)
- Giorgio Secco – chitarra acustica (2014)
- Mauro Palermo - chitarra (1989)
- Rafael Moreira - chitarra
- Slash - chitarra
- George Lynch - chitarra
- Tony Franklin – basso (2004, 2008)
- Paul Bushnell - basso (2008)
- Leeland (Lee) Sklar - basso (2004, 2008)
- Max Gelsi - basso (2007)
- Saverio Lanza - basso (2011)
- Cesare Chiodo - basso (2011)
- Joey Kramer - batteria (2008)
- Ivano Zanotti - batteria (2013)
- Tommy Ruggero - percussioni (2014)
- Alessandro Cosentino - percussioni
- Samuele Dessì - programmazione, tastiera, chitarra
- Patrick Warren - tastiera, pianoforte
- Alessandro Cortini - tastiera, pianoforte
- Alex Alessandroni Jr. - tastiera, pianoforte
- Speakeasy Gang – cori
- Alessia Raisi - cori
- Giordano Mazzi - cori
- Luciano Palermo - cori
- Moreno Ferrara - cori
- Annalisa Giordano - cori

### Altri
- Diego Spagnoli – direttore di palco, presentatore band (1982-presente)
- Serse Mai - Fonico, sound designer, co-produzione
- Mirco Bezzi - Fonico, missaggio
- Nicola Venieri - Registrazione, Missaggio, Programmazione (1994-presente)[453]
- Marco Borsatti - Registrazione, Missaggio (1996 -presente)[454]
- Marco Sonzini - Registrazione, Missaggio (2014-presente)[455]
- Andrea Corsellini - Fonico live
- Federico (Deddy) Servadei - Fonico di palco

## Premi e riconoscimenti
La rivista Rolling Stone Italia considera il suo album Bollicine e il suo brano Siamo solo noi rispettivamente il disco italiano migliore di sempre e la migliore canzone rock italiana di sempre, mentre il brano Albachiara è stato votato come la canzone italiana più amata dal 1975 al 2020 nel concorso radiofonico I Love my Radio.
- Premio Nazionale del Paroliere '82 per la canzone Ogni Volta.[87]
- Discoinverno 1983.
- Vincitore del Festivalbar 1983 con il brano Bollicine.
- Certificazione Disco d'oro per l'album Bollicine.
- Miglior cantante a Vota la voce 1984.
- Viene votato tra i "Magnifici Sette" sul giornale TV Sorrisi e Canzoni nel 1990.
- Telegatti 1991 per la miglior tournée.
- Telegatti 1993 per il disco dell'anno (Gli spari sopra) e per la miglior tournée.
- Certificazione 10 volte disco di platino per l'album Gli spari sopra.
- Telegatti 1995 per l'artista dell'anno e per il concerto dell'anno (Rock sotto l'assedio).
- Vincitore del Festivalbar 1998 con il brano Io no....
- Certificazione 8 volte disco di platino per l'album Canzoni per me.
- Targa Tenco per il miglior album nel 1998 (Canzoni per me).
- Disco italiano (Canzoni per me), tour italiano (Imola) e premio della critica al PIM (Premio Italiano della Musica) nel 1999.
- Premio Lunezia 1999 in qualità di Poeta del Rock per la canzone Quanti anni hai (conferito da Fernanda Pivano).[210]
- Certificazione 10 volte disco di platino per l'album Canzoni per me.
- Certificazione 5 volte disco di platino per l'album Rewind.
- Vincitore del Festivalbar 2001 con il brano Ti prendo e ti porto via.
- Certificazione 8 volte disco di platino per l'album Stupido hotel.
- Certificazione 7 volte disco di platino per l'album Tracks.
- Medaglia d'oro per meriti artistici e ambasciatore di Zocca nel mondo.
- Miglior album, miglior tour e miglior artista italiano ai Grammy Award Italiani 2001.
- Nastro d'argento 2005 per Un senso
- Certificazione 12 volte disco di platino per l'album Buoni o cattivi.
- Il DVD È solo un Rock'n'Roll show viene premiato come miglior videoclip italiano 2005.
- Telegatto d'oro personaggio musicale italiano dell'anno 2005.
- Telegatto d'oro miglior tour dell'anno 2004-2005.
- Telegatto di platino per la musica italiana 2006.
- Premio Fernanda Pivano 2006.
- Cittadino ad Honorem di Genova nel 2008.[462]
- Premio SIAE per il vinile più venduto dell'anno 2009 con Il mondo che vorrei.[463]
- Certificazione 20 volte disco di platino per il DVD Il mondo che vorrei live.
- Certificazione Disco di diamante per l'album Vivere o niente.
- Premio Speciale Italia attribuito a Venezia dal Future Film Festival 2011 al videoclip Manifesto futurista della nuova umanità.[464][465]
- Music Awards 2014 come Singolo Platino per il singolo Cambia-menti, per l'album Sono innocente.
- Cittadino onorario della Puglia creativa nel 2014[418]
- Cittadino onorario di Finale Emilia nel 2015.
- Premio Roma Videoclip 2016 per il videoclip della canzone “un mondo migliore”[466]
- Rockol Awards: miglior concerto live 2017[467]
- Cittadino onorario di Modena nel 2018[468]
- Premio inclusione (università di Padova) nel 2018[469]
- TheTicketingBusiness Awards 2018: premio Campaign of the year[470]
- Pensieri e pedali 2018[471]
- Premio Assomusica per i testi e i significati delle canzoni[472]
- Rockol Awards: miglior concerto live 2019[473]
- Nettuno d'oro nel 2020[474]
- Premio Tenco per la carriera nel 2020.
- Cittadino onorario di Castellaneta nel 2021.
- Telegatto al merito nel 2022.
- Lupa capitolina nel 2022
- Premio Live Concert nel 2023[475]
- Premio del Vittoriale nel 2024[476]
- Pergamena del comune di Milano nel 2024[477]
- Chiavi della città di Firenze nel 2025[478]

## Onorificenze
Personaggio discusso ma sempre libero da ogni inquadramento politico e ideologico, Vasco Rossi ha mostrato una eccezionale capacità di gestire la sua immagine come la sua vita con discrezione, intensa umanità ed efficacia. Sempre vicino ai più giovani - soprattutto nelle idee - Vasco Rossi rappresenta un modello di professionalità per chi sogna il successo e di discrezione e riservatezza per chi lo ha raggiunto.

## Libri
- Ivano G. Casamonti, Io, Vasco: l'autobiografia di Vasco Rossi, Torino, Nuova Eri, 1993. ISBN 978-88-397-0841-0
- Grazia Lissi, Vasco Rossi, Diario di bordo del capitano, Milano, Mondadori, 1996. ISBN 978-88-04-43199-2
- Vasco Rossi, Vasco. Le mie canzoni, Milano, Mondadori, 2005. ISBN 978-88-04-54485-2
- Massimo Cotto, Vasco Rossi, Qui non arrivano gli angeli, Aliberti, 2005. ISBN 978-88-7424-098-2
- Vincenzo Mollica, Vasco Rossi, Provokautore, Torino, Einaudi, 2006. ISBN 978-88-06-18099-7
- Vasco Rossi, La versione di Vasco, Milano, Chiarelettere, 2011. ISBN 978-88-6190-258-9
- Vasco Rossi, XL – 40 anni di canzoni, Milano, Mondadori, 2017. ISBN 9788852081309
- Vasco Rossi, Michele Monina, Da rocker a rockstar. Quella volta che mollai io la chitarra e nacque la band, Roma, Paper First, 2017.
- Vasco Rossi, Michele Monina, 01.07.17. Vasco mondiale. Al Modena Park la tempesta perfetta, Roma, Paper First, 2017
- Massimo Poggini, Marco Pagliettini, 70 volte Vasco, Milano, Baldini+Castoldi, 2021
- Emilio Mazzoli, Vasco Rossi, "Vivere | Living", Modena, Galleria Mazzoli, 2024

## Vasco nella cultura di massa

### Vasco e il cinema

#### Ciao ma'...- Il film sulla Vasco mania
Dopo l'enorme successo ottenuto dall'album C'è chi dice no, nel 1988 uscì un musicarello dal titolo Ciao ma'..., che narra le vicende di un gruppo di adolescenti, fan scatenati della rock star emiliana. Il film lascia intendere come i giovani di allora recepivano il fenomeno Vasco Rossi, e cioè che nonostante le critiche negative dei mass media, il cantautore continuava a conquistare il consenso del pubblico.

#### Questa storia qua
Film documentario sulla vita artistica e privata di Vasco diretto da Alessandro Paris e Sibylle Righetti, proiettato nel 2011 in anteprima alla Mostra del Cinema di Venezia e in contemporanea in oltre 200 sale.

#### Il Decalogo di Vasco
Film documentario di Fabio Masi con Vasco Rossi, Gianluca Della Valle e Fabio Masi, proiettato in anteprima nello spazio “Il Cinema nel Giardino” alla 72ª Mostra internazionale d'arte cinematografica di Venezia.

#### Vasco Modena Park - Il film
Il Vasco Modena Park - Il film ripercorre il concerto di Modena Park 2017 di Vasco Rossi al parco Enzo Ferrari di Modena il 1º luglio 2017.

#### Vasco Non Stop Live 018+019
Film di Giuseppe Domingo Romano (Pepsy Romanoff) che ripercorre il VascoNonStop Live 2018 e il VascoNonStop Live 2019.

#### Vasco Rossi - Il Supervissuto
Docuserie di Giuseppe Domingo Romano (Pepsy Romanoff) che ripercorre la carriera di Vasco Rossi dagli esordi ad oggi (trasmessa da Netflix).

#### Vasco Live - Roma Circo Massimo
Film documentario sui concerti di Vasco Rossi al Circo Massimo di Roma del 11 e 12 giugno 2022.

#### Vasco Live Milano Sansiro
Film documentario relativo ai 7 concerti tenuti da Vasco Rossi allo Stadio Giuseppe Meazza di Milano nel giugno 2024.